# Flughafen London Heathrow

i7
i11
i13
Der Flughafen London Heathrow (IATA-Code: LHR, ICAO-Code: EGLL) ist der größte der sechs internationalen Verkehrsflughäfen der britischen Hauptstadt London. Mit über 83 Millionen Passagieren im Jahr 2024 ist er der größte Flughafen Europas sowie der fünftgrößte weltweit. Heathrow liegt am westlichen Stadtrand im London Borough of Hillingdon und dient als Drehkreuz für die Fluggesellschaften British Airways und Virgin Atlantic.

## Geschichte

### Anfänge und Zweiter Weltkrieg

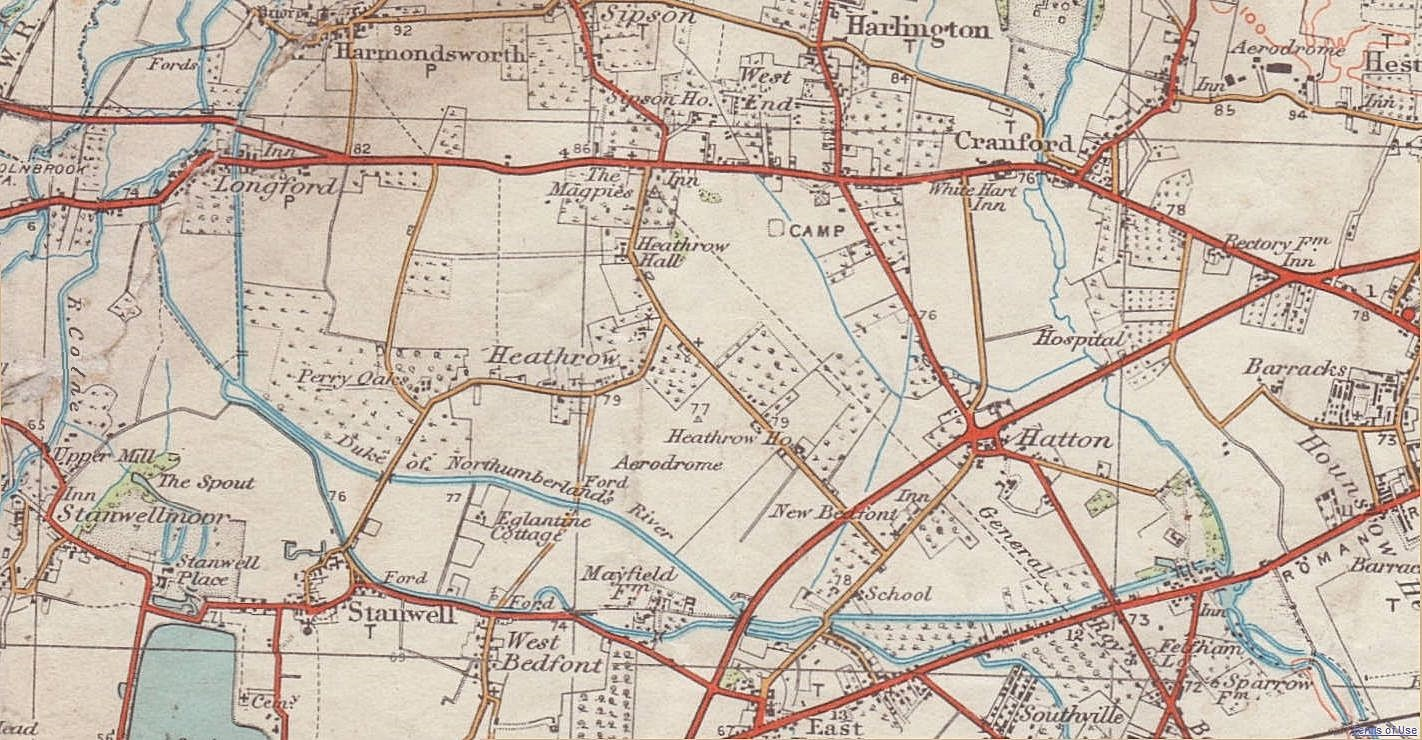
Karte des Weilers Heath Row (in der Mitte des Ausschnitts), auf dessen Gebiet sich heute der Flughafen befindet

Die Geschichte des Flughafens London Heathrow geht bis in die 1930er Jahre zurück, als Fairey Aviation einen Flugplatz namens Great Western Aerodrome betrieb und dort vor allem Testflüge durchführte. Der Hauptflughafen war damals Croydon Airport. Das Land hatte Fairey dem Gemeindepfarrer des nahegelegenen Dorfes Harmondsworth abgekauft.
Im Jahr 1944 beschlagnahmte das Luftfahrtministerium das Gelände und ließ im darauffolgenden Jahr den kleinen Weiler Heath Row abreißen (dieser lag ungefähr dort, wo sich heute das Terminal 3 befindet). Harold Balfour, der damalige Unterstaatssekretär für Luftfahrt, schrieb 1973 in seiner Autobiographie Wings over Westminster (Flügel über Westminster), dass er absichtlich die zuständige Regierungskommission getäuscht habe. Er gab vor, die Landenteignung sei nötig, um Heathrow in eine Luftwaffenbasis für Langstreckenbomber, die Einsätze in Japan fliegen sollten, umzuwandeln. Tatsächlich habe Balfour aber immer vorgehabt, das Gelände für einen Zivilflughafen zu nutzen. Er nutzte den Zweiten Weltkrieg als Vorwand, um das Land rasch enteignen zu können und dadurch ein langwieriges Bewilligungsverfahren mit öffentlichen Anhörungen zu umgehen. Die Royal Air Force hat das Gelände nie genutzt, das am 1. Januar 1946 vom Ministerium für Zivilluftfahrt übernommen wurde. Bereits an diesem Tag flog auch das erste Passagierflugzeug – Ziel war Buenos Aires.

### Nachkriegszeit und Privatisierung

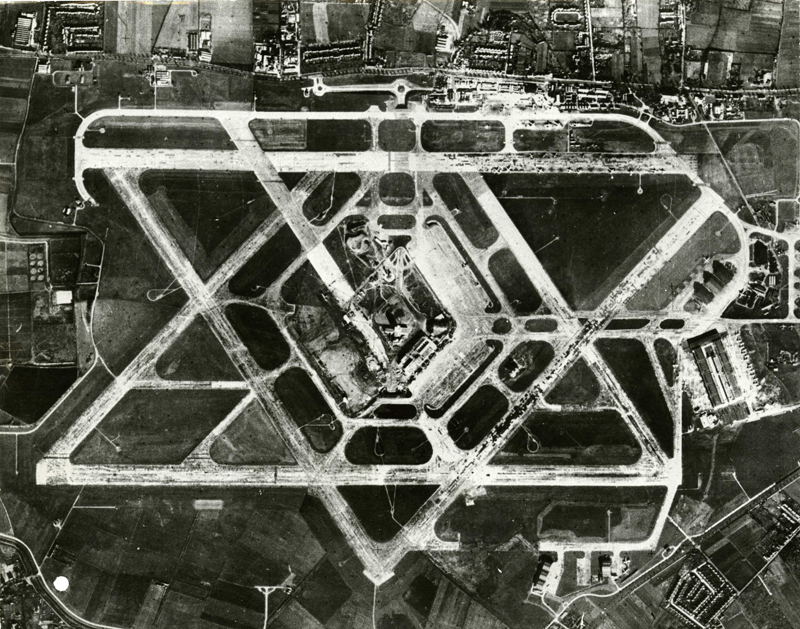
Luftaufnahme des Flughafengeländes von 1955

Am 31. Mai 1946 wurde der Flughafen vollständig für die Zivilluftfahrt freigegeben. Ein Jahr später gab es bereits drei Startbahnen, an drei weiteren wurde gebaut. Die älteren Startbahnen waren kurz und kreuzten einander, um Flüge bei allen möglichen Windverhältnissen zu ermöglichen. Im Jahr 1953 erfolgte durch Königin Elisabeth II. die Grundsteinlegung für die erste moderne asphaltierte Startbahn, 1955 eröffnete sie auch das erste Terminal, das „Europa Building“ (späteres Terminal 2, Stilllegung und Abriss im Jahr 2009). Kurz darauf kam das „Oceanic Terminal“ (heutiges Terminal 3) hinzu. Das Terminal 1 vervollständigte 1968 die zentrale Gebäudegruppe.
Dass die älteren Terminals im Zentrum des Flughafengeländes entstanden waren, erwies sich als Hindernis für den weiteren Ausbau. Diese Fehlplanung beruhte auf der Annahme, dass sich nur wohlhabende Leute einen Flug leisten konnten. Aus diesem Grund hielt man auch ausgedehnte Parkhäuser für unnötig, da ja die Passagiere von Chauffeuren hergefahren würden. Im Jahr 1977 wurde die Piccadilly Line der London Underground nach Heathrow verlängert. Am südlichen Rand des Flughafengeländes wurde 1986 das Terminal 4 eröffnet. Im Jahr 1987 privatisierte die britische Regierung den Flughafenbetreiber British Airports Authority (heute Heathrow Airport Holdings).

### Betrieb der Concorde

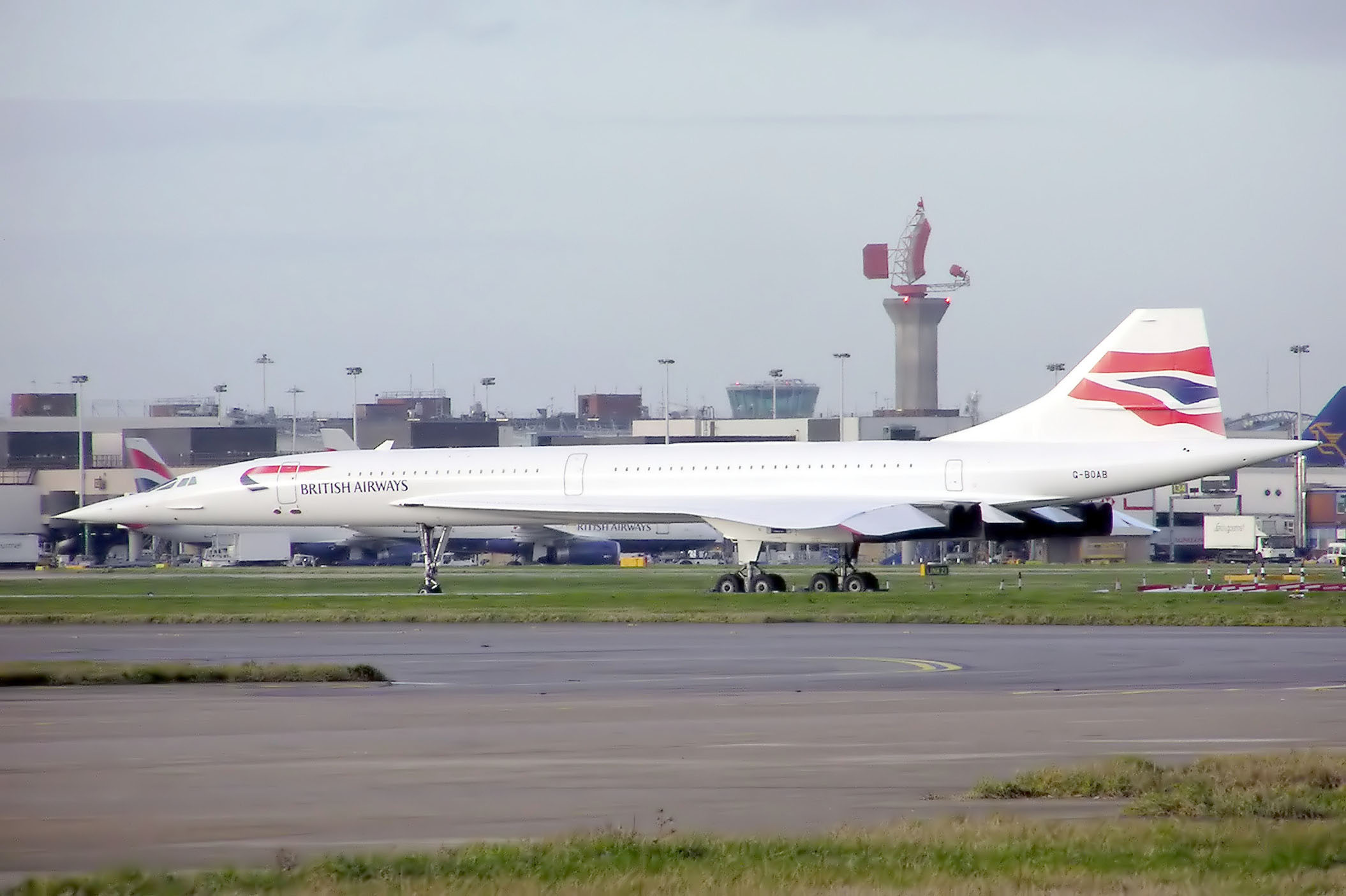
Concorde der British Airways am Flughafen Heathrow

London war neben Paris und New York, den verkehrsreichsten Flughäfen der Welt, eines der Hauptziele der Concorde. Die Atlantiküberquerung zwischen London und New York dauerte nur drei bis dreieinhalb Stunden. Die Strecke wurde zweimal täglich bedient. Die Maschinen verkehrten zwischen 1976 und 2003. Eine Concorde der British Airways legte 1996 die Strecke von New York nach London in etwas weniger als 3 Stunden zurück. Dies stellte einen neuen Rekord für eine Atlantiküberquerung dar, der immer noch besteht.

### 21. Jahrhundert und Fertigstellung des Terminals 5

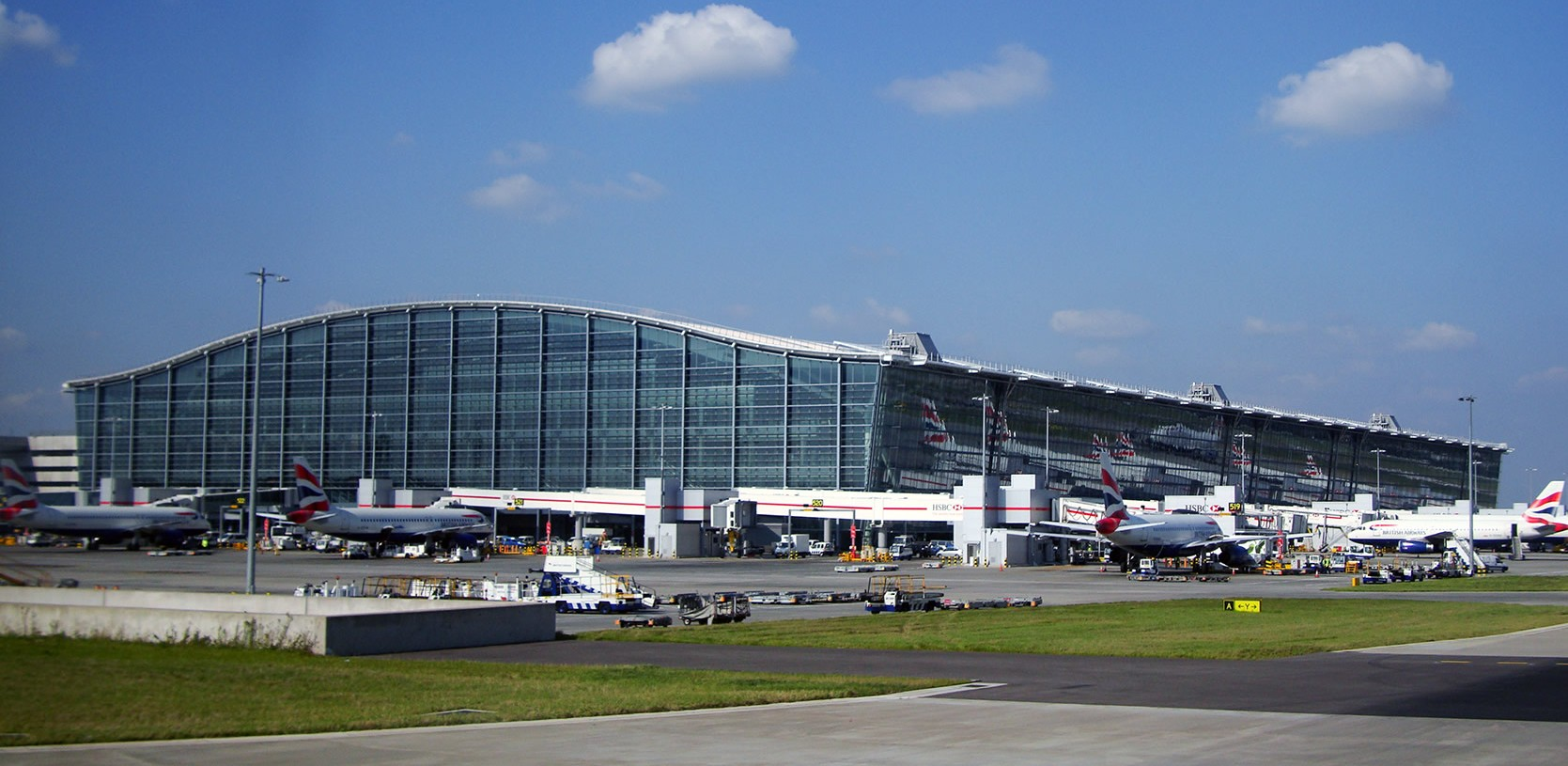
Das Hauptgebäude von Terminal 5

Am 10. August 2006 stand der Flughafen im Mittelpunkt einer geplanten Terroraktion, die vom britischen Geheimdienst MI5 und dem Metropolitan Police Service aufgedeckt und vorzeitig vereitelt wurde. Bei dem Anschlag sollte als Shampoo, Kontaktlinsenflüssigkeit etc. getarnter Flüssigsprengstoff bei mehreren Passagierflugzeugen an Bord gebracht werden.
Im Jahr 2007 geriet der Flughafen wegen seiner Standards in die Kritik, die unter anderem von British Airways bemängelt wurden. Wesentliche Kritikpunkte waren die zu langsamen Sicherheitskontrollen, zu geringe Zahl an Sitzplätzen und die Beschränkung des Handgepäcks auf nur ein Stück pro Person.
Am 14. März 2008 wurde Terminal 5 in einer offiziellen Zeremonie von Elisabeth II. eröffnet. Die Baukosten von Terminal 5 beliefen sich auf insgesamt 4,3 Milliarden £. Terminal 5 kann die Gesamtkapazität von Heathrow praktisch nicht erweitern, da der Flughafen ursprünglich nur für 30 Millionen Passagiere pro Jahr ausgelegt war und die beiden Landebahnen somit eine wesentliche Beschränkung darstellen. Der Neubau nahm jedoch ca. 30 Millionen Passagiere pro Jahr von anderen Terminals auf. Flugbetrieb findet dort seit dem 27. März 2008 statt.
Der Flughafenbetreiber kündigte im Februar 2013 an, die Gebühren von 2013 bis 2018 um jährlich sechs Prozent zu erhöhen, um damit Investitionen in Milliardenhöhe zu finanzieren. Die Nutzungsgebühr würde demnach von bislang 19,33 £ auf 27,30 £ pro Fluggast steigen. Heathrow gehört damit zu den teuersten Flughäfen der Welt.

### Modernisierung und Ausbaupläne

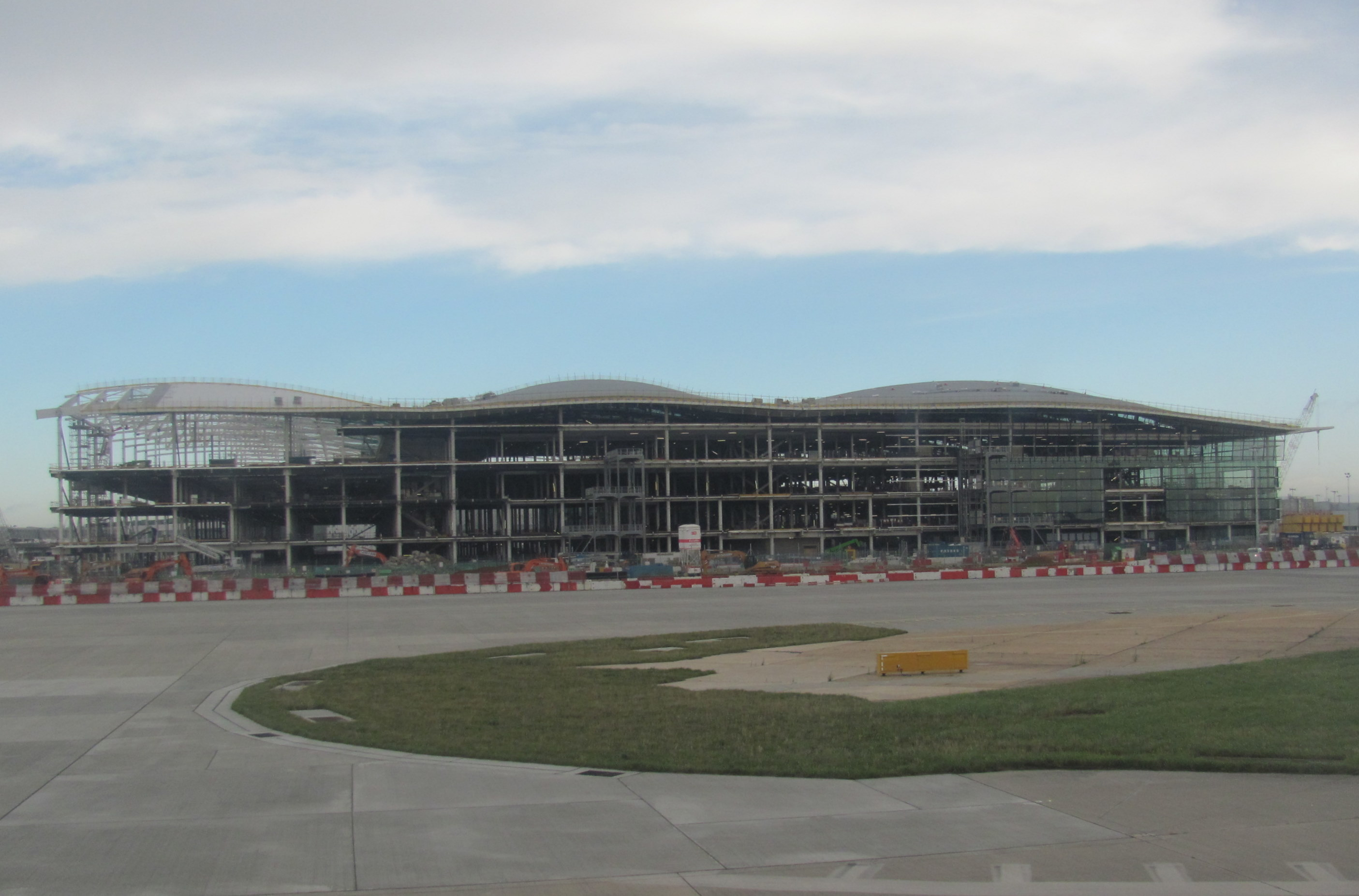
Baustelle des neuen Terminals 2 im Herbst 2011

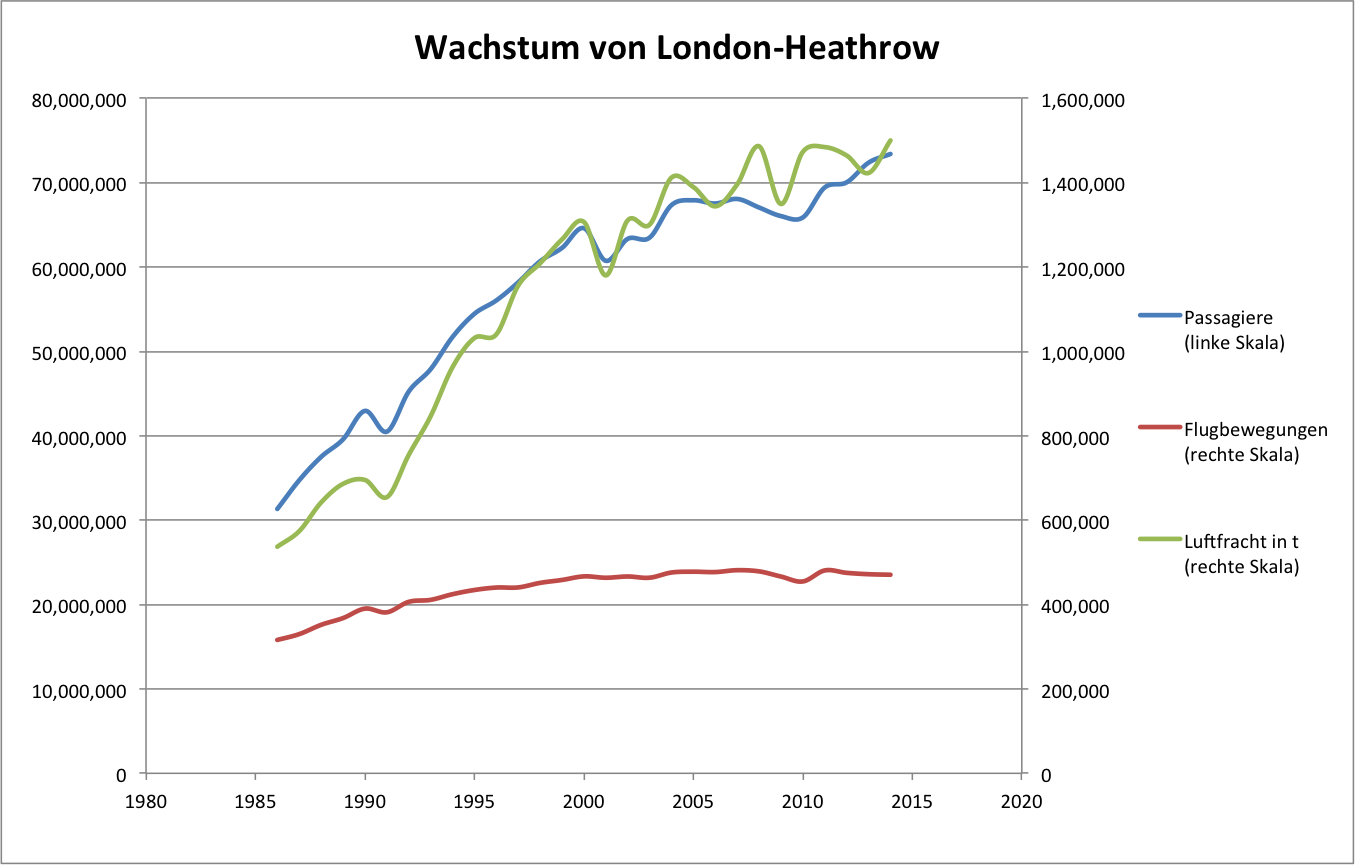
Wachstum des Flughafens Heathrow seit 1986

In den inzwischen in die Jahre gekommenen Terminals 1, 2 und 3, die zusammen im Zentralgebäude untergebracht waren, fanden zu Beginn des 21. Jahrhunderts umfangreiche Umbau- und Modernisierungsarbeiten statt, die teilweise zu erheblichen Beeinträchtigungen für die Passagiere führten. Oftmals wurde dadurch jedoch einfach sichtbar, dass der Flughafen seit Jahren an seiner Kapazitätsgrenze betrieben wird. In einem Masterplan des Flughafens wurden daher verschiedene Möglichkeiten zum Bau neuer Terminals und einer zusätzlichen Startbahn im Norden des bisherigen Geländes skizziert. Der Bau dieser dritten Start- und Landebahn wurde nach langwierigen Diskussionen und Protestbekundungen von Anwohnern im Oktober 2016 von der britischen Regierung genehmigt. Aufgrund erneuter Kritik gegen die Ausbaupläne, unter anderem von Seiten des Londoner Bürgermeisters Sadiq Khan, gilt der Neubau jedoch noch nicht als beschlossene Sache. Im Juni 2018 stimmte das britische Parlament mit deutlicher Mehrheit für die Ausbaupläne. Dennoch bleibt das Projekt aufgrund seiner Umweltauswirkungen, nämlich der zu erwartenden Steigerungen des Fluglärms und der CO2-Emissionen, äußerst umstritten. Umweltschutzorganisationen erhoben Klage, weil der Ausbau des Flughafens den britischen Verpflichtungen zum Klimaschutz im Rahmen des Übereinkommens von Paris zuwider laufe. Örtliche Behörden und der Londoner Bürgermeister Sadiq Khan schlossen sich der Klage an. Der Klage wurde in zweiter Instanz stattgegeben.
Die zwischenzeitlich ebenfalls angedachten Planungen für die vollständige Schließung des Heathrow Airports und den Bau eines neuen Flughafens an der Themsemündung wurden 2014 für gescheitert erklärt. Bereits 2008 hatte sich der damalige Londoner Bürgermeister Boris Johnson für eine solche Lösung ausgesprochen und auch die Verkehrsministerin Justine Greening der Regierung Cameron favorisierte diesen Vorschlag. Am 15. Juli 2013 stellte Johnson die Pläne offiziell vor. Demnach hätten durch die Verlegung des Flughafens ein neues Wohngebiet mit 100.000 Wohnungen für bis zu 250.000 Menschen entstehen können. Allein hierfür wären staatliche Mittel in Höhe von 15 Milliarden £ erforderlich gewesen. Der neue Flughafen im Osten der Stadt mit vier Start- und Landebahnen hätte wenigstens 25 weitere Milliarden £ gekostet, der bereits vorliegende Entwurf von Norman Foster sogar etwa 50 Milliarden £. Ebenfalls war diskutiert worden, statt eines Neubaus den Flughafen Gatwick oder Stansted zum neuen Hauptflughafen zu erweitern.
Inzwischen hat sich ein Masterplan des Flughafenbetreibers durchgesetzt, der neben dem Bau der dritten Start- und Landebahn den sukzessiven Abriss der alten Terminals vorsieht, um Platz für entsprechende Neubauten zu schaffen. Im Herbst 2010 wurde zunächst das Terminal 2 abgerissen und bis Juni 2014 durch einen Neubau ersetzt. Als Nächstes sollte das im Juni 2015 stillgelegte Terminal 1 abgerissen werden, um Kapazitätserweiterungen des neuen Terminals 2 zu ermöglichen. Abgesehen vom Rückbau einiger Piers und Verbindungsgebäude ist der Abriss des Abfertigungsgebäudes bislang (Stand: 2024) jedoch noch nicht erfolgt. Lediglich die Innenausstattung für den Passagierbetrieb wurde demontiert, da das Terminal nur noch als Gepäckdrehkreuz für Terminal 2 dient.
Langfristig sind auch die Erweiterung der Terminals 2 und 5 durch jeweils ein weiteres Satellitenterminal und der Bau eines weiteren Hauptterminals zwischen der derzeitigen Nordbahn und der geplanten dritten Start- und Landebahn vorgesehen, wodurch die Kapazität des Flughafens auf bis zu 130 Millionen Passagiere pro Jahr erweitert werden könnte. Faktisch kommen die Ausbaupläne also weniger einer Erweiterung, denn eher einem sukzessiven Flughafen-Neubau gleich, mit fast einer Viertelmillion zusätzlicher Flugbewegungen pro Jahr und neuen Terminaleinrichtungen und Verkehrsinfrastruktur. Ob dies geschieht ist jedoch aufgrund mehrerer Klagen gegen das Vorhaben fraglich, da es gegen die Ziele Großbritanniens im Pariser Klimaschutzabkommen verstößt und somit als rechtswidrig gilt.

## Fluggesellschaften und Ziele

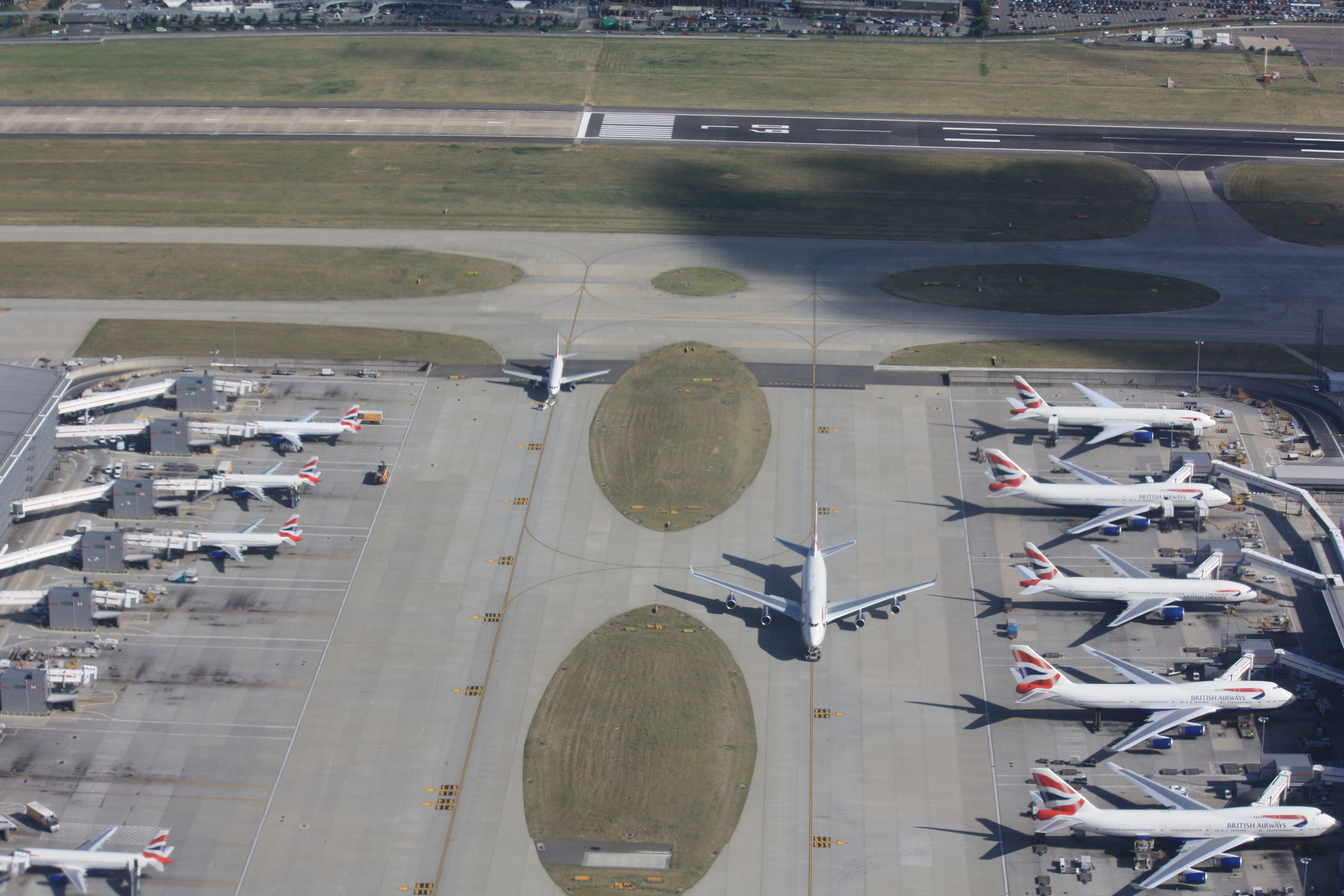
Flugzeuge der British Airways

Der Flughafen Heathrow wird von rund 100 Fluggesellschaften angeflogen. Es bestehen Flugverbindungen zu allen Kontinenten und zu fast allen Regionen der Welt. Die verkehrsreichsten Strecken vom Flughafen aus sind die nach New York, Dubai, Dublin, Amsterdam und Paris. Knapp 15 % der Streckenziele liegen in den USA, danach folgen Brasilien, Italien und Spanien. Insgesamt werden von Heathrow aus ca. 380 Flughäfen in über 120 Ländern angeflogen. Etwa 40 % der abgefertigten Passagiere flogen 2009 nach Europa, ca. 7 % im Inland und 23 % nach Nordamerika; weitere Langstreckenziele wurden von 30 % angeflogen.
British Airways und Virgin Atlantic, welche die meisten Verbindungen anbieten, betreiben ihre Heimatbasis am Flughafen Heathrow. British Airways bedient knapp 16 % und Virgin Atlantic 5 % der Flugstrecken von Heathrow.
London Heathrow wurde am 18. März 2008 der erste europäische Flughafen, der vom Airbus A380 im Liniendienst angeflogen wird. Zudem erklärten zehn der 13 Erstkunden der A380, London anzufliegen, darunter Emirates, Air France, Singapore Airlines und Qantas.

## Flughafenanlagen

### Start- und Landebahnen

#### Vorhandene Bahnen

Flughafendiagramm

Am Flughafen Heathrow gibt es eine 3.902 Meter lange und eine zweite, 3.660 Meter lange Start- und Landebahn. Beide Bahnen verlaufen parallel in Ost-West-Richtung. Die ehemals dritte, diagonal zu den beiden Hauptbahnen verlaufende Bahn wurde teilweise zurückgebaut und wird heute noch zu einem geringen Anteil als Rollweg genutzt. Der größte Teil wurde jedoch beim Neubau von Terminal 2 und der damit verbundenen Neuordnung der Rollwege, abgerissen.
Normalerweise, mit wenigen Ausnahmen, dient die eine der Ost-West-Bahnen für Starts und die andere für Landungen. Mit Rücksicht auf die Anwohner werden bei Wind aus westlicher Richtung am frühen Nachmittag die Bahnen gewechselt, das heißt die Bahn, die vormittags für Starts genutzt wurde, dient den Rest des Tages für Landungen (und umgekehrt). Bei Wind aus östlicher Richtung findet dieser Wechsel nicht statt.
Pro Jahr finden in Heathrow rund 500.000 Starts und Landungen statt; damit sind die Bahnen zu 99 Prozent ausgelastet. Die kalkulierte Kapazität des Flughafens von 75 Millionen Passagieren pro Jahr bezieht sich lediglich auf die installierte Bodenabfertigung an den Terminals. Sie kann nur über eine Steigerung der Passagiere pro Flugzeug (Auslastungsgrad und Flugzeuggröße) erreicht werden.
Am 25. März 2009 nahm der Flughafen das weltweit erste MLS (Mikrowellenlandesystem) nach Kategorie IIIb (Entscheidungshöhe unter 15 Metern und Sicht mindestens 75 Meter) in Betrieb. Das von Thales für insgesamt etwa 11 Millionen Euro gelieferte System ergänzt das bisherige, weniger leistungsfähige ILS (Instrumentenlandesystem).
| Bezeichnung | Länge   | Breite | Oberfläche |
| ----------- | ------- | ------ | ---------- |
| 09R/27L     | 3.660 m | 50 m   | Asphalt    |
| 09L/27R     | 3.902 m | 50 m   | Asphalt    |

#### Ausbaupläne

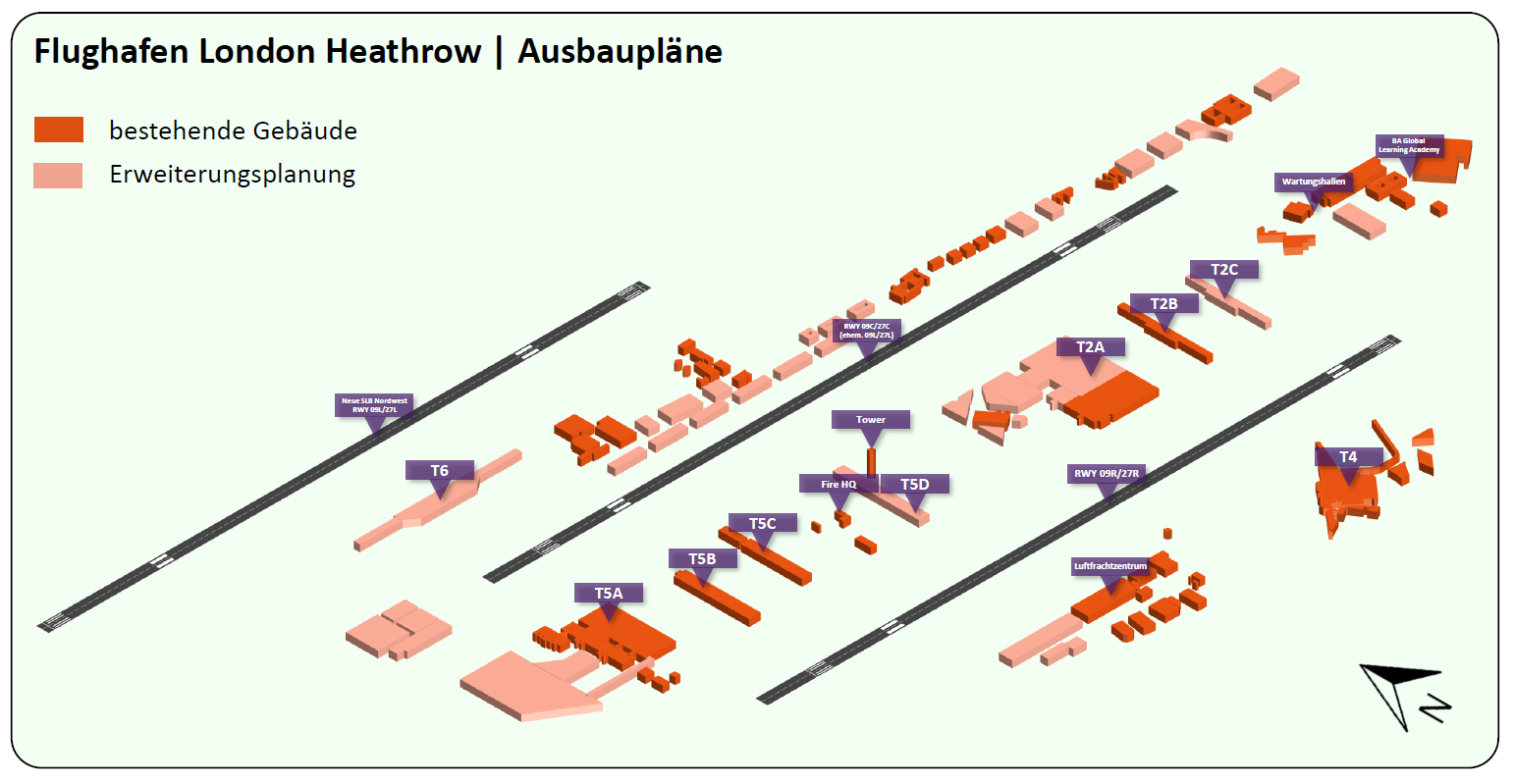
Aktuell favorisierter Masterplan zur Erweiterung des Flughafens London Heathrow

Nach Angaben der Betreibergesellschaft ist der Bau einer weiteren Startbahn notwendig, was bei Anwohnern jedoch Protest hervorruft. Im Mai 2010 wurde dem Bau einer dritten Start- und Landebahn durch die neugewählte Regierung unter David Cameron eine Absage erteilt.
Nachdem während eines rund zweieinhalbjährigen, 20 Millionen £ teuren Prozesses von der Airports Commission insgesamt 52 Erweiterungsoptionen zur Steigerung der Flughafen-Kapazität in London untersucht worden waren, empfahl die Kommission am 1. Juli 2015 den Bau dieser oben genannten dritten Bahn im Nordwesten des Flughafens. Dafür müsste jedoch der Ort Harmondsworth umgesiedelt und ein See zugeschüttet werden. Die Regierung nahm die Empfehlung zunächst kühl auf und verwies auf das Entscheidungsrecht des Parlaments. Die Kosten werden auf umgerechnet 25 Milliarden Euro geschätzt, die Bauzeit auf zehn Jahre. Im Oktober 2016 wurde der Bau einer dritten Start- und Landebahn von der britischen Regierung unter Premierministerin Theresa May schließlich genehmigt. Unmittelbar nachdem die Regierung ihre Zustimmung zu den Ausbauplänen erteilt hatte, regte sich jedoch wieder Widerstand. Londons Bürgermeister Sadiq Khan kritisierte, die Regierung gehe mit dieser Entscheidung über die Meinung der Londoner hinweg.
Am 25. Juni 2018 hat das britische Parlament mit klarer Mehrheit dem Flughafenausbau zugestimmt. 415 Parlamentarier waren für den Ausbau und 119 dagegen. Die Inbetriebnahme wird möglicherweise schon 2025 geschehen. Die Kosten für den Ausbau sollen über private Mittel getragen werden. Medienberichten zufolge wird mit Gesamtkosten in Höhe von rund 14 Milliarden £ (20,6 Mrd. Euro) für die neue Startbahn gerechnet. Dafür erhofft sich die Regierung Zehntausende neue Jobs und einen langfristigen wirtschaftlichen Schub von etwa 74 Milliarden £. Die neue Heathrow-Landebahn wird dann die erste neue Start- und Landebahn sein, die seit dem Zweiten Weltkrieg im Südosten Englands gebaut wird. Durch den Neubau könnte die Flugbewegungen pro Jahr von aktuell rund 477.000 (2018) auf 740.000 und gemeinsam mit den neuen Terminaleinrichtungen die Flughafen-Kapazität auf insgesamt 130 Millionen Passagiere pro Jahr gesteigert werden.

### Terminals

#### Terminal 1 (stillgelegt)

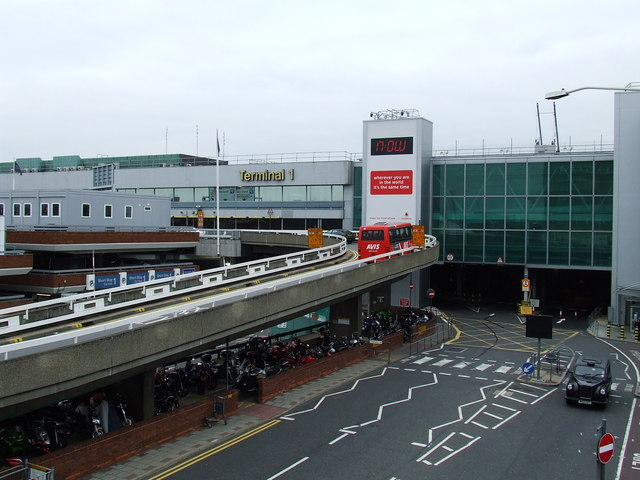
Terminal 1

Als drittes Abfertigungsgebäude nahm 1968 das Terminal 1 seinen Betrieb auf. Die offizielle Eröffnungsfeier fand im Mai 1969 in Anwesenheit von Königin Elisabeth II. statt. Das Terminal war gemeinsam mit dem Terminal 3 und dem ehemaligen Terminal 2 im Zentralgebäude zwischen den beiden Start- und Landebahnen zusammengefasst. In den 1990er Jahren wurde die Kapazität durch Anbau eines zusätzlichen Piers („Europier“) erweitert.
Nachdem bis 2005 am Terminal umfangreiche Umbaumaßnahmen stattgefunden hatten, wurde es im Rahmen der grundlegenden Modernisierung des Flughafens am 29. Juni 2015 stillgelegt, um nach erfolgtem Abriss den Ausbau des neuen Terminals 2 zu ermöglichen. Die bisher am Terminal 1 abgefertigten Flüge, bei denen es sich in erster Linie um innereuropäische und Inlandsflüge handelte, wurden auf andere Terminals verteilt. 

#### Terminal 2 (The Queen’s Terminal)

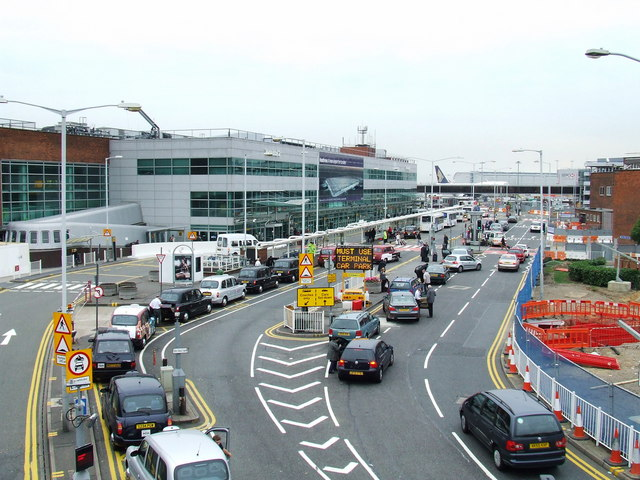
Ehemaliges Terminal 2

Das ursprüngliche Terminal 2 war das erste am Flughafen eröffnete Abfertigungsgebäude. Zum Zeitpunkt seiner Eröffnung im Jahr 1955 war das als Europa Building bezeichnete Gebäude für 1,2 Millionen Passagiere pro Jahr ausgelegt. Das Terminal war wie die später eröffneten Terminals 1 und 3 im Zentralgebäude untergebracht.
Wie im Terminal 1 wurden auch im Terminal 2 zu Beginn des 21. Jahrhunderts diverse Renovierungsmaßnahmen durchgeführt. Im November 2005 teilte die Betreibergesellschaft Heathrow Airport Holdings mit, dass man darüber nachdenke, die bisherigen Terminals 1 und 2 nach Fertigstellung von Terminal 5 abzureißen und durch einen modernen Neubau zu ersetzen. Die Erlaubnis für diesen Neubau wurde im Mai 2007 durch den Mayor of London Ken Livingstone und das Bezirksparlament des London Borough of Hillingdon, auf dessen Gebiet sich das Flughafengelände befindet, erteilt.

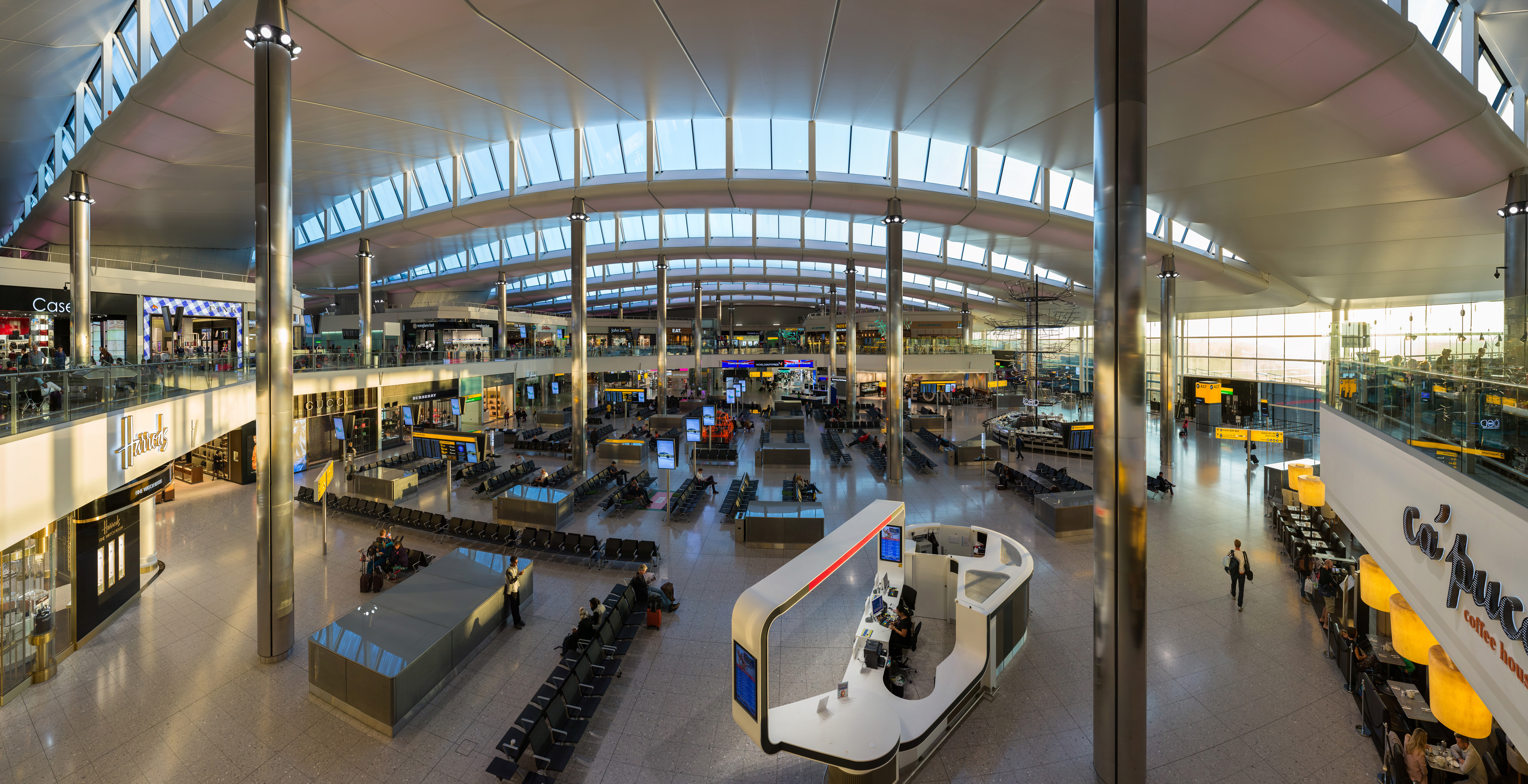
Innenansicht des neuen Terminals 2 (The Queen’s Terminal)

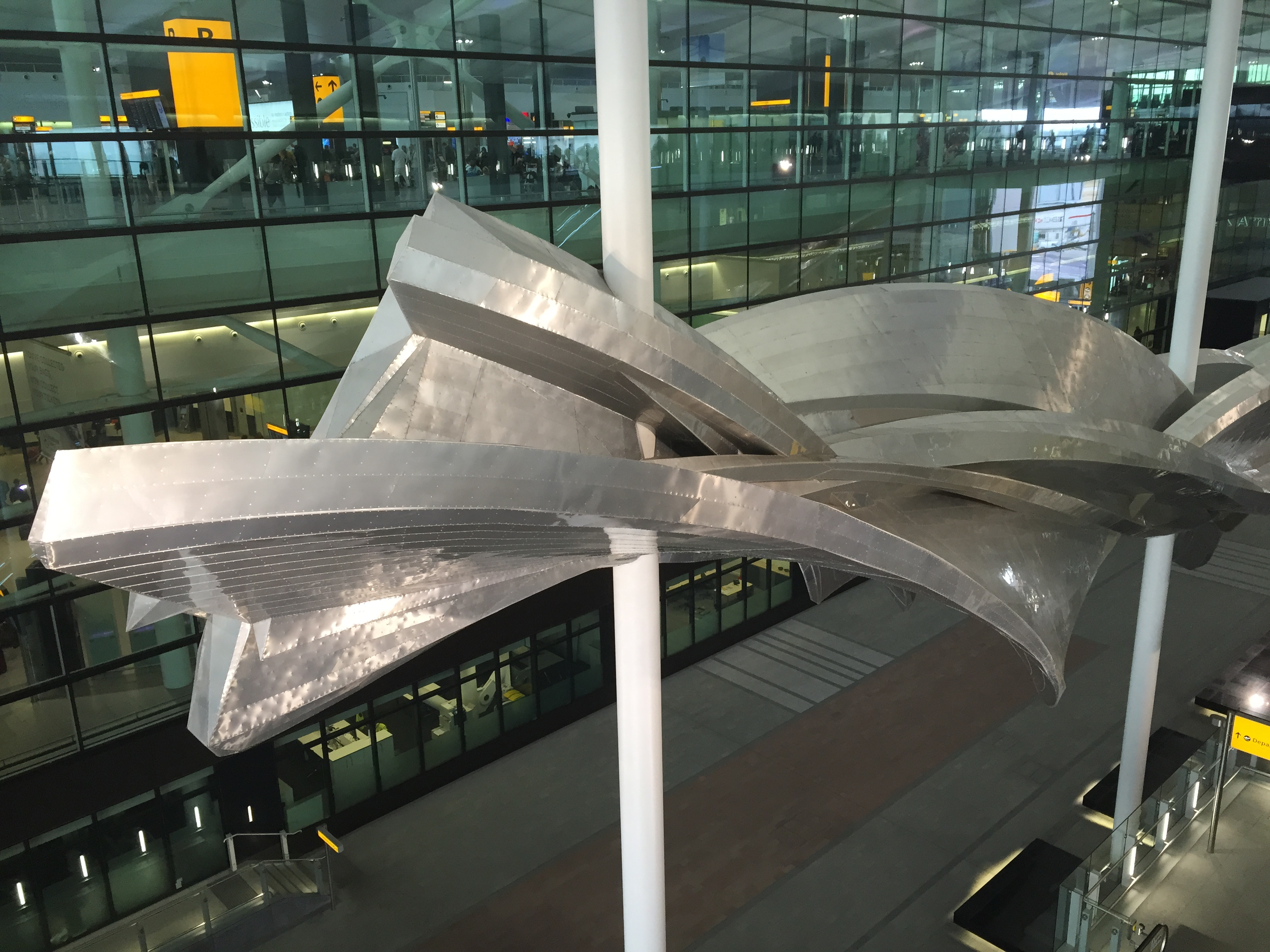
Die Skulptur Slipstream am Terminal 2

Im Frühjahr 2009 wurde damit begonnen, zusätzliche Stellplätze für Flugzeuge zu schaffen, um noch im selben Jahr mit dem Abriss von Terminal 2 beginnen zu können. Bis Herbst 2010 wurde das ursprüngliche Terminal 2 schließlich abgerissen. Fast gleichzeitig, im Juli 2010, begannen die Bauarbeiten für den Nachfolgebau des Terminals 2. Die Fertigstellung des neuen Abfertigungsgebäudes war ursprünglich zu den Olympischen Sommerspielen in London 2012 geplant, aufgrund mehrmaliger Verzögerungen des Baubeginns konnte der Neubau jedoch erst im Juni 2014 eröffnet werden. Es erhielt den Beinamen The Queen’s Terminal.
Das Terminal besteht aus zwei miteinander verbundenen Gebäudeteilen: einer rund 270 Meter langen und 200 Meter breiten Halle (Terminal 2A) mit 12 Abstellpositionen am Gebäude und einem 522 Meter langen Satellitenterminal östlich davon (Terminal 2B) mit weiteren 16 Positionen. Die beiden Gebäude wurden nach Plänen der Architekturbüros Luis Vidal + Architects und Grimshaw Architects errichtet und haben zusammen eine Kapazität von 30 Millionen Passagieren pro Jahr. Nach dem Abriss der Terminals 1 und 3 sind längerfristig zusätzliche Erweiterungen des Queen’s Terminals geplant. Mit deren Eröffnung ist jedoch erst in den 2020er Jahren zu rechnen.
Zwischen der Haupthalle des Terminals und dem vorgelagerten Parkhaus befindet sich die von dem englischen Künstler Richard Wilson gestaltete Skulptur Slipstream (deutsch: Wirbelschleppe). Sie ist über 70 Meter lang und gilt als das längste dauerhafte Kunstwerk Europas.
Sämtliche Flüge der Star Alliance sowie der Fluggesellschaften Eurowings, Aer Lingus und Icelandair werden am neuen Terminal 2 abgefertigt.

#### Terminal 3 (The Oceanic Terminal)

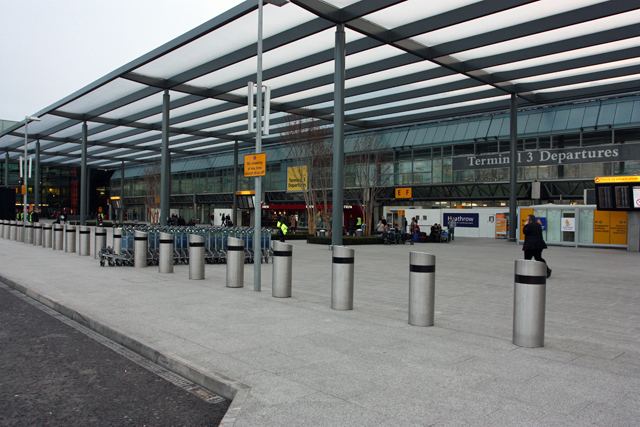
Terminal 3

Das heutige Terminal 3 wurde am 13. November 1961 als Oceanic Terminal eröffnet und diente zunächst als Abfertigungsgebäude für Transatlantikflüge und Flüge nach Asien. Es bildete mit dem alten Terminal 2 und dem sieben Jahre später eröffneten Terminal 1 das Zentralgebäude zwischen den beiden Ost-West-Bahnen.
Der Komplex erhielt 1968 die heutige Bezeichnung Terminal 3. Im Jahr 2006 wurde das Terminal durch die Eröffnung des Piers 6 südlich des Hauptgebäudes erweitert. Der Bau des Satellitenterminals kostete 105 Millionen £ und war unter anderem aufgrund der zukünftigen Abfertigung des Airbus A380 nötig geworden. Dazu erhielten alle vier Abstellpositionen am Pier eine dritte Fluggastbrücke zur Nutzung am Oberdeck der Maschine.
Auch dieses Terminal soll mittelfristig stillgelegt und abgerissen werden, um Platz für die geplante bauliche Erweiterung des neuen Terminals 2 zu schaffen.
Die Hauptnutzer des Terminals sind American Airlines, British Airways, Virgin Atlantic und Emirates. Außerdem werden hier ein Großteil der Flüge der Luftfahrtallianz Oneworld (unter anderem Finnair, Qantas, Japan Airlines und SriLankan Airlines) abgefertigt.

#### Terminal 4

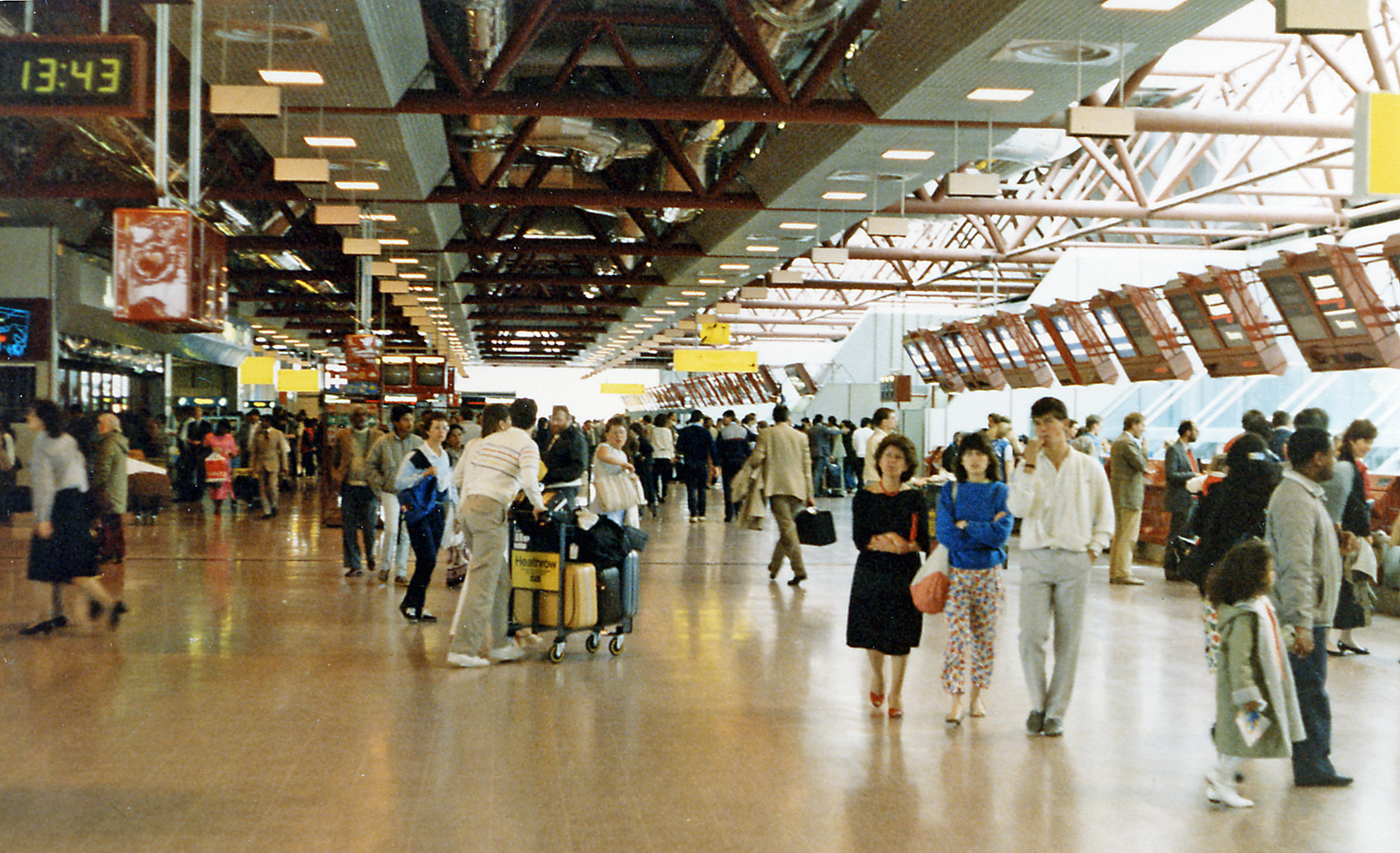
Terminal 4 im Jahr 1986, dem Jahr seiner Eröffnung

Das Terminal 4 befindet sich am südlichen Rand des Flughafengeländes, neben dem Frachtzentrum. Es ist damit das einzige Abfertigungsgebäude für Passagierflugzeuge, welches nicht zwischen den beiden Start- und Landebahnen liegt.
Das Terminal wurde am 1. April 1986 durch den Prince und die Princess of Wales, Charles und Diana feierlich eröffnet. Bis zum Umzug in das neue Terminal 5 diente Terminal 4 hauptsächlich der Abfertigung von British-Airways-Flügen. Seit 2008 nutzen nun die Fluggesellschaften der Allianz SkyTeam (unter anderem Aeroflot, Air France, Delta Air Lines und KLM) das Gebäude für innereuropäische und interkontinentale Flüge. Andere Fluggesellschaften nutzen das Terminal nur sporadisch. Bis zu ihrer Außerdienststellung im Oktober 2003 wurde außerdem auch die Concorde am Terminal 4 abgefertigt.
Das Innere des Gebäudes wurde in den Jahren 2009 und 2014 größtenteils renoviert, die Arbeiten im Ankunftsbereich wurden im Jahr 2017 abgeschlossen. Außerdem erhielt das Terminal 2009 und 2015 jeweils zwei neue Abstellpositionen für die Abfertigung des Airbus A380. Terminal 4 wird jährlich von 9,2 Millionen Fluggästen genutzt. 

#### Terminal 5

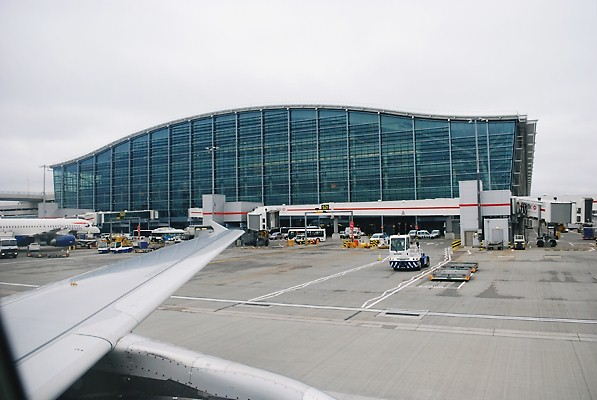
Hauptgebäude des Terminals 5

Terminal 5 wurde zwischen 2002 und 2008 im westlichen Teil des Flughafengeländes errichtet. Architekt des Gebäudes war Richard Rogers, der zuvor unter anderem das Centre Georges-Pompidou in Paris, die Zentrale von Lloyd’s of London und The O₂ in London (bis 2005: Millennium Dome) entworfen hatte.
Das Terminal wurde am 14. März 2008 von Königin Elisabeth II. feierlich eröffnet; der Flugbetrieb wurde zwei Wochen später aufgenommen. Bereits am Tag der Inbetriebnahme und in den folgenden Tagen kam es allerdings zu schwerwiegenden technischen Pannen, da das Gepäckabfertigungssystem nicht wie geplant funktionierte. Insgesamt mussten wegen der Störungen mehr als 245 British-Airways-Flüge gestrichen werden. Nach Aussage des britischen Luftfahrtministers wurden etwa 28.000 Koffer nicht abgefertigt.
T5 besteht aus einem 396 Meter langen und 176 Meter breiten Hauptgebäude sowie zwei je 442 Meter langen und 42 Meter breiten Satellitengebäuden. Das gewölbte Dach des Hauptgebäudes wiegt 18.000 Tonnen; allein das Hochhieven und die Montage der sechs Segmente des Daches dauerte ein Jahr.
Das Terminal weist eine Kapazität von 30 Millionen Passagieren pro Jahr auf. Insgesamt können 60 Flugzeuge gleichzeitig abgefertigt werden. Das Terminal wird nahezu ausschließlich von British Airways genutzt. Neben den Flugzeugen der British Airways werden aber auch Airbus A380 anderer Fluglinien am Terminal 5 abgefertigt.

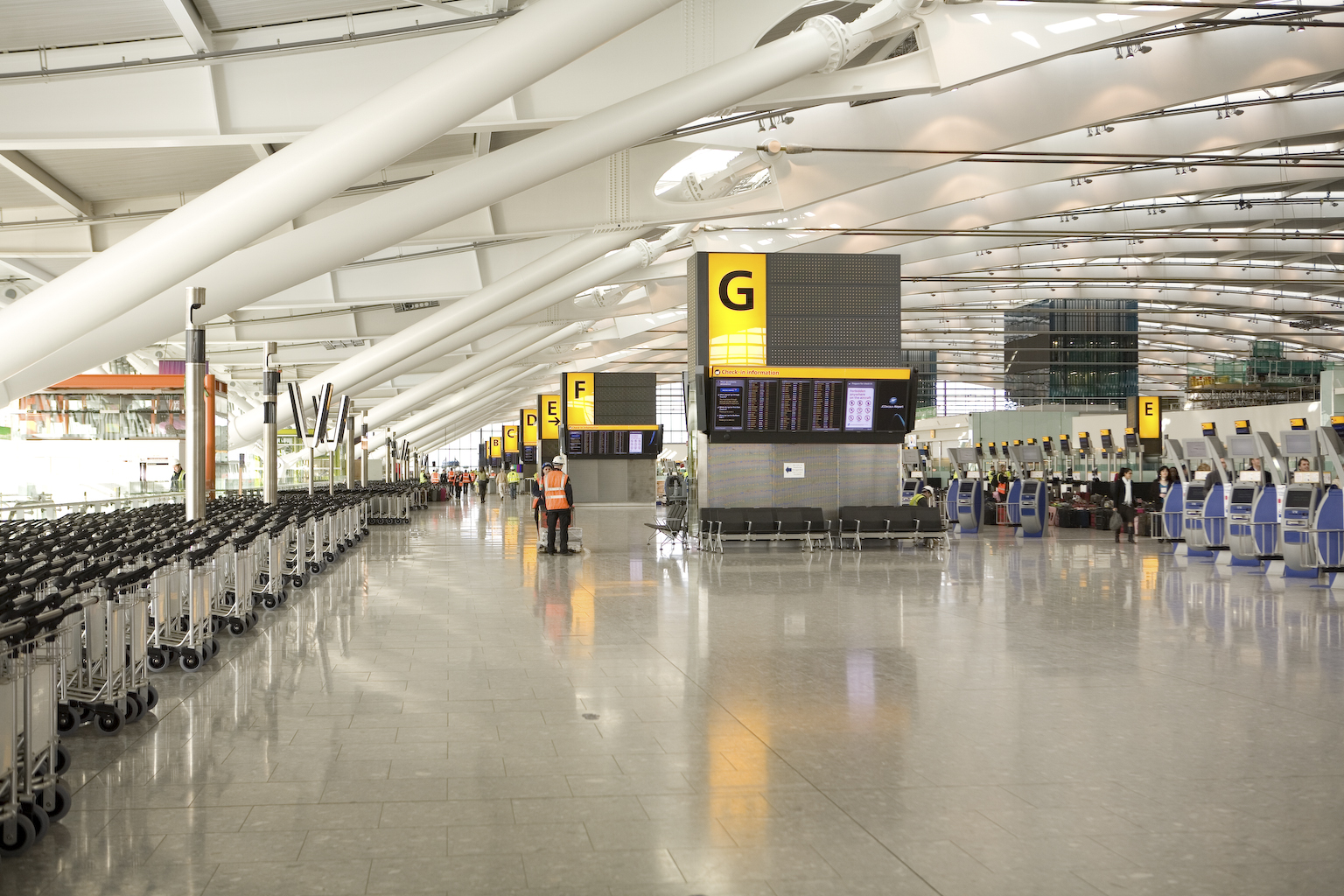
Innenansicht des Terminals 5

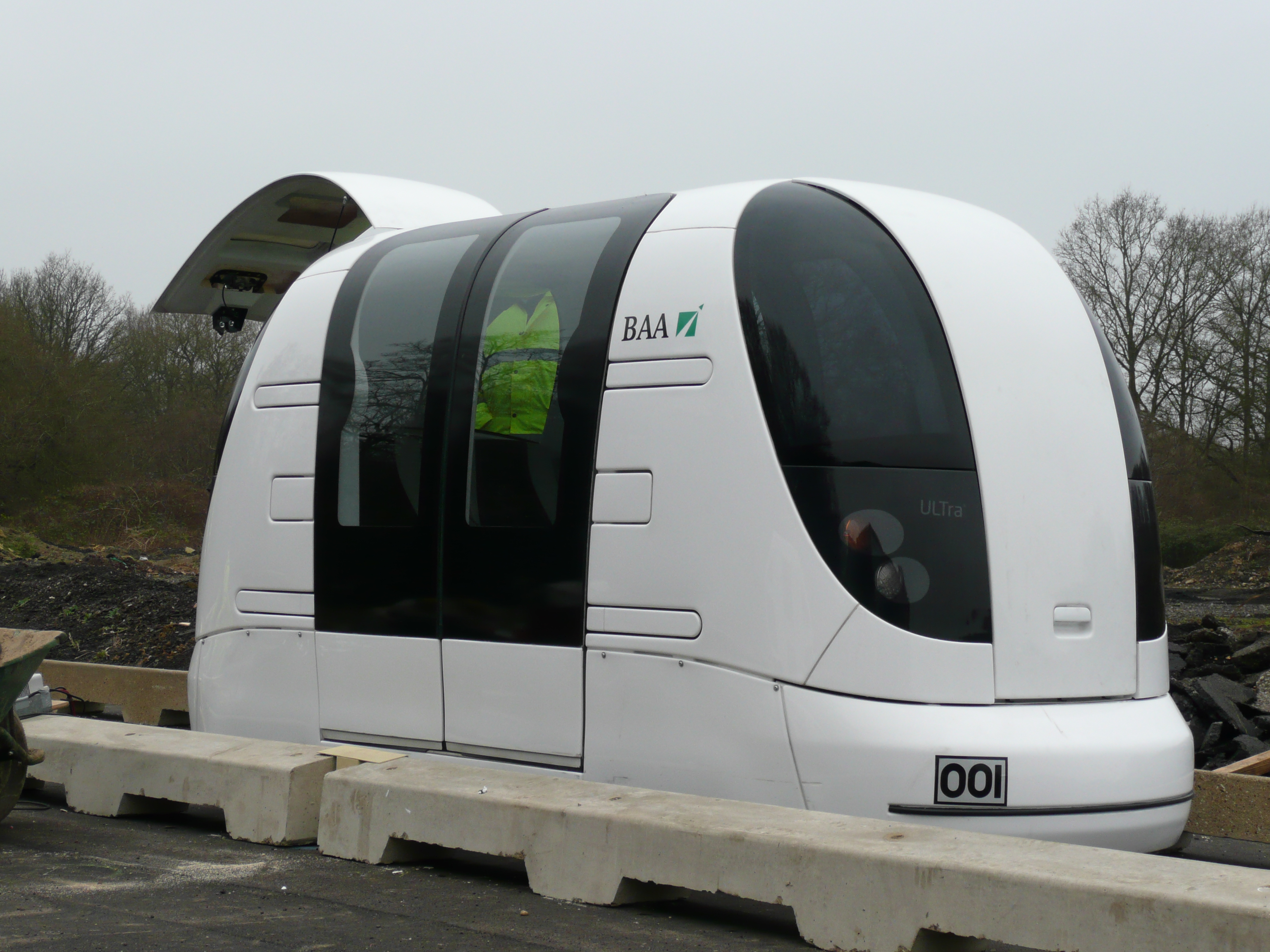
Personal Rapid Transit System am Flughafen Heathrow

T5 enthält zur Gepäcksortierung eines der größten Gepäcksysteme der Welt. Das 500 Millionen US-Dollar teure Verteilsystem kann bis zu 12.000 Gepäckstücke pro Stunde abfertigen; die Förderbänder haben eine Gesamtlänge von rund 18 Kilometern. Die Entwicklung des Systems benötigte 13 Jahre. Da jedoch mittlerweile ein Drittel aller Fluggäste den Transitverkehr nutzen – also zwischenlanden, im Transitbereich des Flughafens bleiben und anschließend wieder weiterfliegen – und für diese die Gepäckabfertigung zu langsam abläuft, gibt es für die Gepäckstücke dieser Fluggäste ein besonderes System. Hierzu gehört unter anderem ein Frühgepäcklager mit einer Kapazität von 4.000 Gepäckstücken und ein Schienensystem, auf dem das Gepäck mittels magnetischer Beschleunigung Transportgeschwindigkeiten von bis zu 30 km/h erreicht. Zum Entziffern des Strichcodes der Gepäckstücke sind die Lesegeräte mit mehreren Lasern ausgestattet, um die Gefahr zu vermindern, dass verborgene Strichcodes an den Gepäckstücken nicht identifiziert oder nicht gelesen werden können.
Im Herbst 2009 wurde am Terminal 5 außerdem ein vollautomatisches Personentransportsystem, ein so genanntes Personal Rapid Transit System (PRT), als Pilotprojekt eröffnet. In der ersten Versuchsphase, die auf das Terminal 5 beschränkt ist, werden zunächst 18 Kabinen eingesetzt. In eine Kabine passen vier Erwachsene samt Gepäck. Die Kabinen transportieren die Passagiere im Drei-Sekunden-Takt von einem entfernteren Langzeitparkplatz am nordwestlichen Rand des Flughafengeländes direkt bis zum Terminal, nachdem ihre Flugnummer eingegeben worden ist. Die batteriebetriebenen Fahrzeuge sind für eine Strecke von vier Kilometern ausgelegt. Ihre Sensoren tasten tausendmal pro Sekunde ihre Umgebung ab. Wenn das Pilotprojekt erfolgreich verläuft, soll der Betrieb mit bis zu 400 Kabinen auf den gesamten Flughafen und die umliegenden Hotels ausgedehnt werden. 

### Kontrollturm

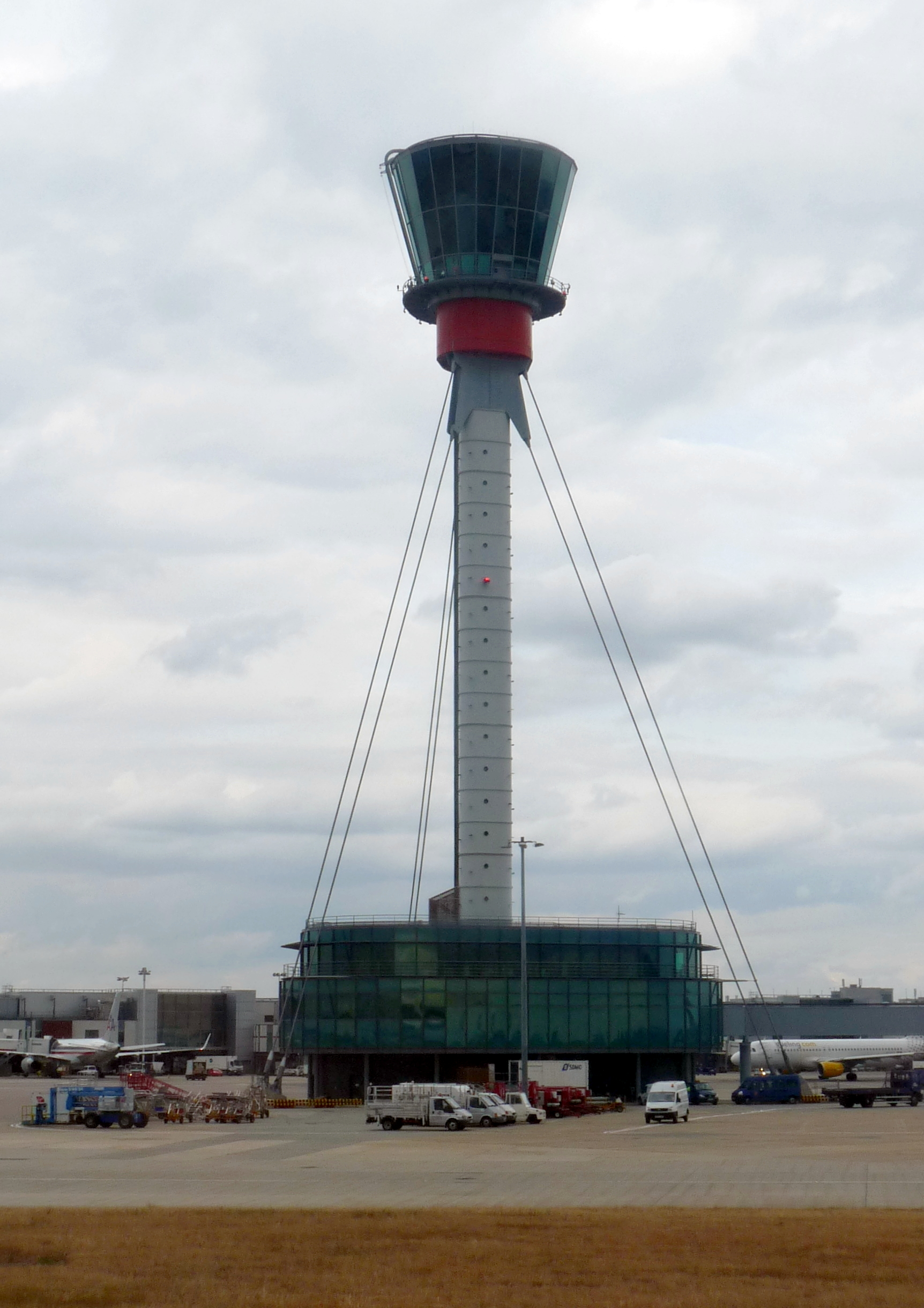
Tower des Flughafens Heathrow

Bis ins Jahr 2006 befand sich der Kontrollturm (Tower) des Flughafens zwischen den Terminals 2 und 3. Der Turm wurde zwischenzeitlich im Rahmen des Neubaus von Terminal 2 abgerissen und befand sich in etwa an der Stelle, an der sich heute das Parkhaus vor Terminal 2 befindet.
Im Jahr 2006 ging der heute genutzte Tower in Betrieb. Er steht im Zentrum des Flughafengeländes nahe dem westlichen Pier 7 von Terminal 3, mit dem er über einen Gang auch in Verbindung steht. Der Turm ist insgesamt 87 Meter hoch; sein Bau kostete insgesamt 50 Millionen £. An der Spitze befindet sich eine 27 Meter hohe und rund 1.000 Tonnen schwere verglaste Kanzel.
2008 nahm auf dem Flughafen ein neuartiges Bodenradar (System Tarsier von Quinetiq) zur Startbahnüberwachung seinen Dienst auf. Es soll Fremdkörper auf den Pisten, die für die Flugzeuge und ihre Triebwerke gefährlich werden können, aufspüren und dann auf Überwachungsmonitoren im Tower anzeigen.

### Frachtanlagen
Im Süden des Flughafens, neben dem Terminal 4, befindet sich das zweitgrößte Luftfrachtzentrum Europas. Aufgrund von Kapazitätsproblemen verlagerten mehrere Fluggesellschaften in den 1990er-Jahren ihre Frachtzentren von Heathrow nach Stansted und Luton im Norden Londons, wodurch der Flughafen Frankfurt Main zum größten europäischen Frachtflughafen aufstieg. Im Jahr 2002 nahm British Airways in Heathrow das derzeit modernste Frachtterminal Europas in Betrieb.

### Wartungshallen
Im Osten des Flughafens befinden sich mehrere Flugzeugwerften. Die größte davon betreibt British Airways, die etwa drei Viertel ihrer Flotte hier stationiert hat. Außerdem hat Virgin Atlantic eine Flugzeugwerft in Heathrow.

## Verkehrsanbindung

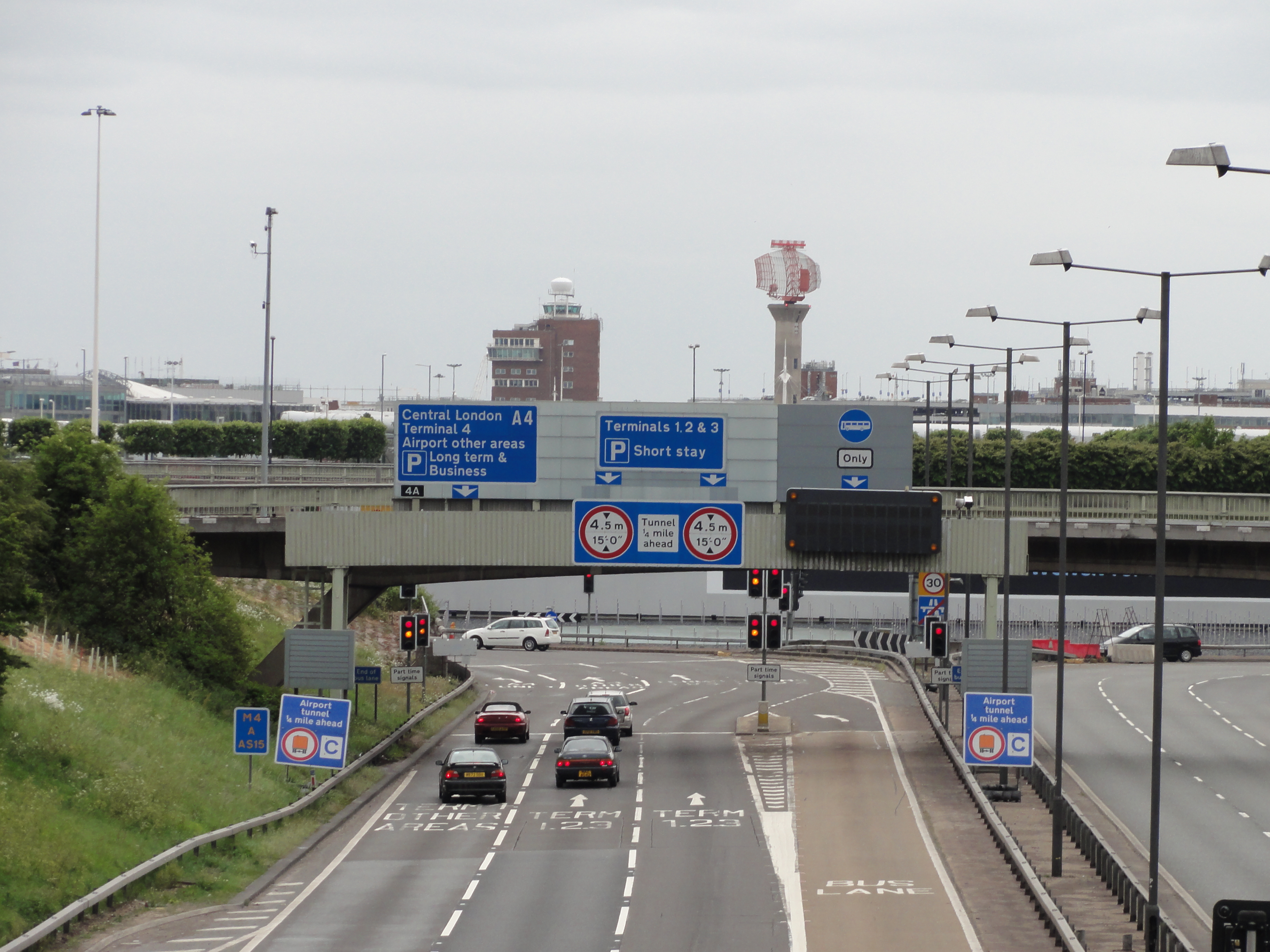
Zulauf der Autobahn M4 nach Heathrow

Der Flughafen befindet sich im Stadtbezirk London Borough of Hillingdon innerhalb des M25-Autobahnrings. Die Terminals 2 und 3 sind über einen sechsspurigen Tunnel vom Norden über die Autobahn M4 zu erreichen. Zwischen den beiden Terminals liegt ein Parkhaus für Kurzzeitparker. Das im Süden des Flughafens gelegene Terminal 4 ist über die M4 sowie M25 erreichbar, während Terminal 5 über einen gesonderten Anschluss an die M25 angebunden ist. Die Fahrt in die Londoner Innenstadt dauert mit dem Taxi je nach Verkehrslage zwischen 30 und 60 Minuten. Reisebusse des Anbieters National Express verkehren von Heathrow zu den Flughäfen Gatwick, Stansted und Luton sowie zu verschiedenen englischen Städten und zur Victoria Coach Station in London. Außerdem gibt es zahlreiche Stadtbuslinien innerhalb des TfL-Tarifs in die umliegenden Vororte.

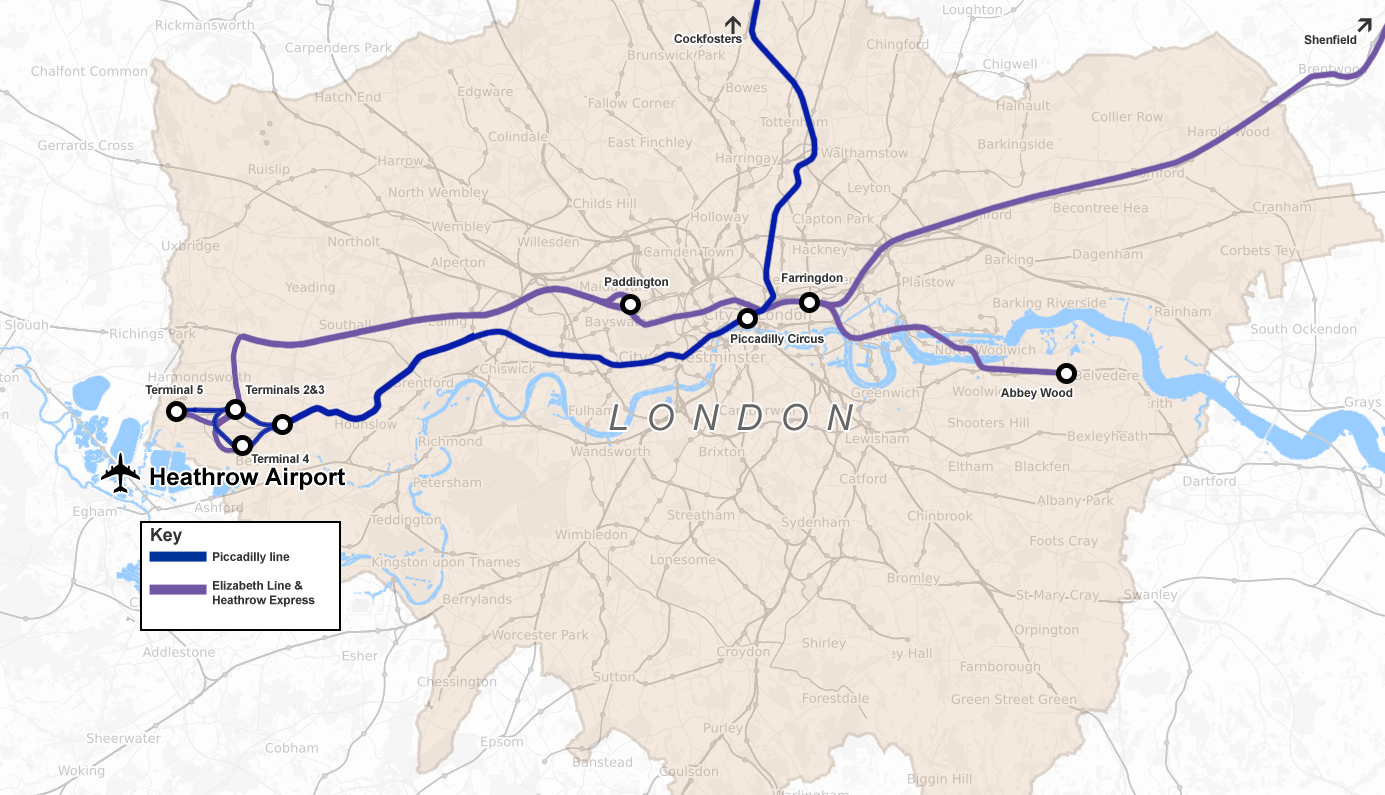
Schematische Darstellung der Schienenanbindung von Heathrow

Sowohl die Piccadilly Line der London Underground, als auch die vollständig im Jahr 2023 eröffnete Elizabeth Line, bedienen die drei Stationen „Heathrow Terminals 2 & 3“, „Heathrow Terminal 4“ und „Heathrow Terminal 5“.
Seit der Eröffnung von Terminal 5 bestehen für die Piccadilly Line zwei Routen: die Züge fahren von London kommend entweder durch die bestehende eingleisige Schleife über Terminal 4 (hier teilweise mit Wartezeiten bis zu acht Minuten) zu den Terminals 2 und 3 und anschließend zurück nach London oder von London direkt zu den Terminals 2 und 3 und dann weiter zu Terminal 5, anschließend zurück über die Terminals 2 und 3 nach London, ohne die Station am Terminal 4 anzufahren. Die Fahrtzeit in die Innenstadt beträgt etwa 45 Minuten.
Die Elizabeth Line verkehrt stets über die Terminals 2 und 3 und startet bzw. endet entweder an Terminal 4 oder 5. Die Fahrtzeit in die Innenstadt beträgt etwa 35 Minuten.

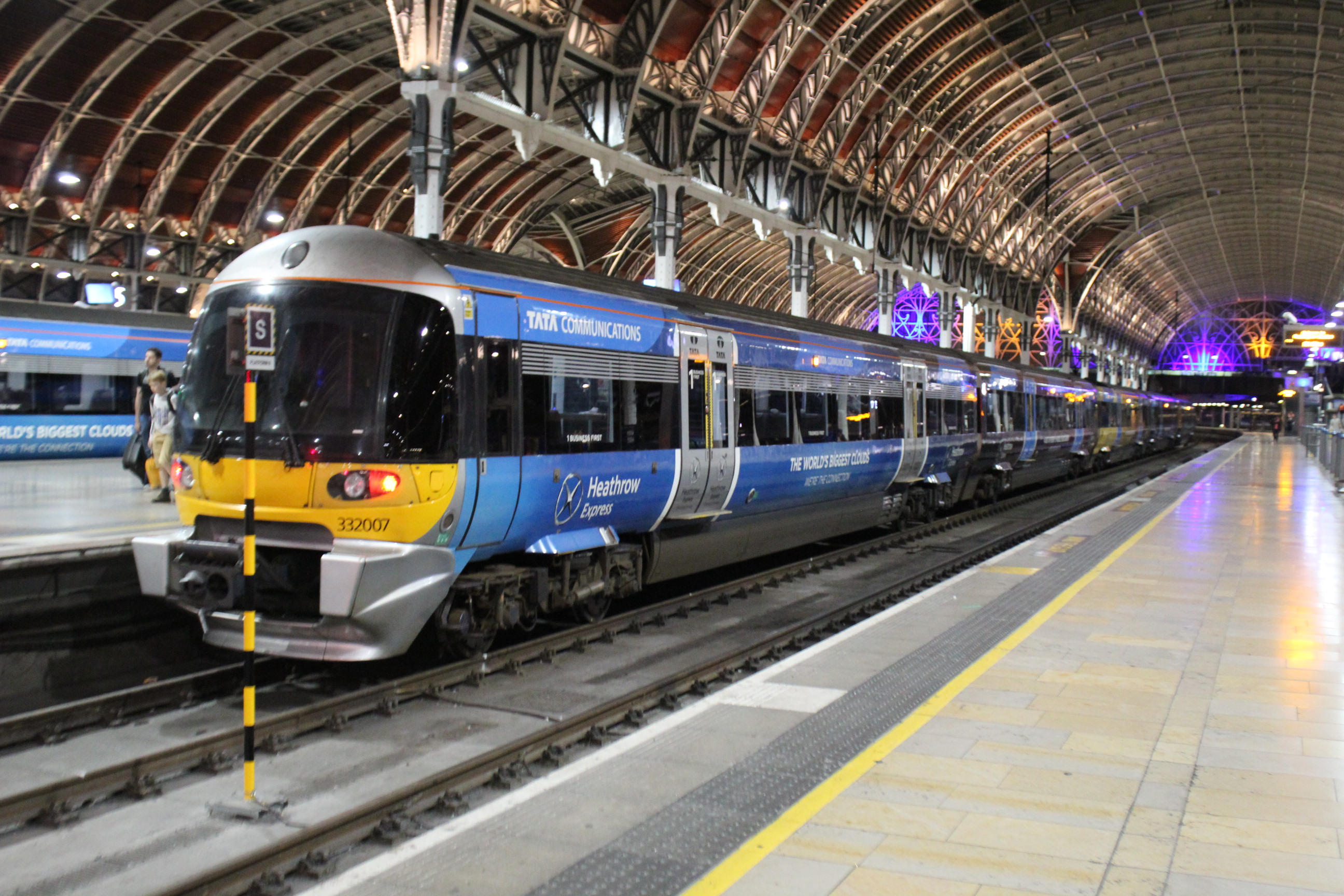
Ein Class 332-Zug des Heathrow Express am Bahnhof Paddington

Über das nationale Eisenbahnnetz verkehrt der Heathrow Express im Viertelstunden-Takt ohne Zwischenstopp zum Bahnhof Paddington im Zentrum Londons; die Fahrt dauert 15 Minuten. Im Bereich des Flughafengeländes fährt der Heathrow Express zwei Stationen an: „Heathrow Central“ unter den Terminals 2 und 3 sowie „Heathrow Terminal 5“. Der Heathrow Express wird durch eine Tochtergesellschaft der Heathrow Airport Holding betrieben ist daher nicht in das einheitliche Tarifsystem von Transport for London (TfL) eingebunden. Eine Einzelfahrt kostet zwischen 25 £ und 32 £ und damit ein Vielfaches mehr als eine vergleichbare Fahrt mit der London Underground.
Für keinen Verkehrsträger ist eine direkte Verbindung zwischen Terminal 4 und Terminal 5 geplant.
Bis 2018 verkehrte eine weitere Eisenbahnlinie zwischen dem Flughafen und dem Bahnhof Paddington: der Heathrow Connect. Dessen Züge hielten im Gegensatz zum Heathrow Express auch an den Zwischenstationen Hayes & Harlington, Southall, Hanwell, West Ealing und Ealing Broadway (Umsteigemöglichkeiten zur Central Line und District Line der London Underground); die Fahrt bis Paddington dauerte 25 Minuten. Im Mai 2018 wurde der Heathrow Connect im Rahmen des Crossrail-Projektes durch Transport for London (TfL) übernommen und bis Mai 2022 unter der Bezeichnung TfL Rail betrieben.

## Internationaler Vergleich
Im Jahr 2022 belegte Heathrow in der Liste der größten Verkehrsflughäfen, gemessen am Passagieraufkommen, weltweit den achten Platz. Heathrow ist zugleich der zweitgrößte Flughafen Europas nach Istanbul. Hier folgten im Jahr 2022 Paris-Charles-de-Gaulle und Amsterdam auf den Plätzen drei und vier.
Als Drehkreuz von British Airways sowie Virgin Atlantic besitzt Heathrow eine starke Vernetzung zum europäischen und nordamerikanischen Kontinent. Darüber hinaus bestehen zahlreiche Verbindungen zu ehemaligen Kolonien im asiatischen sowie afrikanischen Raum. Ferner war der Flughafen Heathrow im Jahr 2019 für den Warenim- und Export im Wert von etwa 188 Milliarden Pfund verantwortlich, was über einem Fünftel des Gesamtvolumens des Vereinigten Königreichs entspricht.

## Zwischenfälle
Von der Eröffnung im Jahr 1946 bis November 2016 kam es am Flughafen London Heathrow bzw. in seiner unmittelbaren Umgebung zu 14 Totalverlusten von Flugzeugen, darunter drei von geparkten Flugzeugen.
- Am 25. Juli 1947 überrollte eine Avro York C.1 der britischen Skyways (Luftfahrzeugkennzeichen G-AIUP) nach einem Ausfall der Bremsen bei der Landung auf dem Flughafen London Heathrow das Landebahnende und kam rund 230 Meter dahinter in einem kleinen Fluss zum Liegen. Ursache war der Bruch eines Seilzugs nach übermäßigem Verschleiß. Alle 24 Insassen, 7 Besatzungsmitglieder und 17 Passagiere, überlebten. Das Flugzeug wurde irreparabel beschädigt.[42]

- Am 23. Oktober 1947 machte eine Avro 691 Lancastrian B.3 der British South American Airways (G-AGUL) bei der Landung auf dem Flughafen London Heathrow einen Ringelpiez und wurde dabei irreparabel beschädigt. Alle Insassen überlebten den Unfall.[43]

- Am 2. März 1948 verunglückte eine Douglas DC-3C der belgischen Sabena (OO-AWH) nach einem Ground Controlled Approach am Flughafen London Heathrow. Während des Unfalls herrschte eine Sichtweite von nur ungefähr 180 Metern. Von den 22 Insassen kamen 20 ums Leben, alle drei Crewmitglieder und 17 Passagiere.[44]

- Am 31. Oktober 1950 wurde eine Vickers Viking 1B der British European Airways (G-AHPN) bei starkem Nebel auf dem Flughafen Heathrow bewusst unter die Entscheidungshöhe geflogen. Beim missglückten Durchstartversuch schlug die Maschine auf dem Boden auf und explodierte. Von den 30 Insassen wurden 28 getötet.[45][46]

- Am 2. September 1958 kehrte die Vickers Viking G-AIJE der britischen Independent Air Travel auf einem Frachtflug nach Nizza etwa 15 Minuten nach dem Start von London Heathrow wegen Triebwerksproblemen wieder um. Es war nicht möglich, die Höhe zu halten, und die Maschine sank weiter bis zum Aufschlag. Die alleine an Bord befindliche dreiköpfige Besatzung kam ums Leben, außerdem vier Personen am Boden. Als Ursachen wurden der Fluggesellschaft u. a. mangelhafte Wartung durch unqualifiziertes Personal, Überladung und Nichtgewährung der Ruhezeiten für die Piloten vorgeworfen (siehe auch Flugunfall einer Vickers Viking in London 1958).[47]

- Am 2. Dezember 1958 stürzte eine Vickers Viscount 732 der britischen Hunting-Clan Air Transport (G-ANRR) auf einem Testflug nach einer Generalüberholung in den Boden. In rund 1000 Fuß Höhe brach die rechte Tragfläche ab und die Maschine stürzte 26 Kilometer südwestlich des Startflughafens London Heathrow ab. Es war zu einem Strukturversagen in der Luft gekommen, weil bei der Wartung die Seile der Höhenrudertrimmung vertauscht worden waren und außerdem die nachlässige Funktionsüberprüfung der Trimmung durch das Wartungspersonal den Fehler unbemerkt ließ. Alle 6 Besatzungsmitglieder, die einzigen Insassen, wurden getötet (siehe auch Flugunfall der Hunting-Clan Air Transport bei Frimley).[48][49]

- Am 7. Januar 1960 brach bei einer Vickers Viscount 802 der British European Airways (BEA) (G-AOHU) nach dem Aufsetzen am Flughafen Heathrow das Bugfahrwerk zusammen, da der Kapitän bei mangelhafter Sicht in dichtem Nebel auf selbigem zuerst gelandet war. Das ausgebrochene Feuer zerstörte das gesamte Flugzeug. Dennoch überlebten alle 59 Insassen.[50]

- Am 8. März 1960 brach an einer Handley Page Hermes IVA der britischen Skyways (G-ALDH) bei der Landung auf dem Flughafen London Heathrow das rechte Hauptfahrwerk zusammen. Das Versagen war auf einen Bruch der Befestigungslaschen der Radiusstange am Hauptfahrwerksbeingehäuse zurückzuführen. Alle 6 Besatzungsmitglieder, die einzigen Insassen, überlebten den Unfall. Das Flugzeug wurde irreparabel beschädigt.[51]

- Am 27. Oktober 1965 stürzte die Vickers Vanguard G-APEE der British European Airways auf dem Flug von Edinburgh um 1:23 nachts während des dritten Anflugversuchs im Nebel beim Durchstartmanöver auf die Landebahn 28R ab. Alle 36 Insassen kamen ums Leben. Als Ursachen wurden u. a. Übermüdung, mangelnde Erfahrung und Training sowie die Fehlbedienung der unergonomisch konstruierten Landeklappenhebel ermittelt.[52]

- Am 8. April 1968 musste eine Boeing 707-465 der British Overseas Airways Corporation (BOAC) (G-ARWE) auf Grund eines Triebwerkbrandes nach dem Start zum Flughafen zurückkehren. Noch während der Landung riss das Triebwerk ab, der Brand loderte jedoch weiter. Nach der geglückten Notlandung verließen Piloten und Flugingenieur das Cockpit, ohne die notwendigen Checklisten zu bearbeiten. Daher wurde unter anderem immer mehr Treibstoff in das Feuer unter der Maschine gepumpt. Dann wurde die gesamte Maschine evakuiert. Von den 127 Personen an Bord kamen 5 ums Leben (siehe BOAC-Flug 712).[53][54]

- Am 3. Juli 1968 verunglückte eine Airspeed Ambassador der britischen BKS Air Transport (G-AMAD) bei der Landung. Das Frachtflugzeug transportierte acht Pferde aus Deauville. Kurz vor dem Aufsetzen fuhr die Landeklappe an der linken Tragfläche aufgrund von Materialermüdung ein, was eine unkontrollierbare Rollbewegung auslöste. Das Flugzeug brach nach links aus, wobei die Tragflächenspitze Bodenberührung bekam. Die Maschine kollidierte mit zwei abgestellten Hawker Siddeley HS-121 Trident und einer Vickers Viscount der BEA und prallte danach gegen ein Terminalgebäude. An Bord der Frachtmaschine befanden sich acht Insassen, von denen nur zwei den Unfall überlebten (siehe auch Flugunfall einer Airspeed Ambassador am Flughafen London-Heathrow).[55]

- Am 22. Januar 1970 fing das Triebwerk 4 (rechts außen) einer Vickers Viscount 814 der British Midland Airways (G-AWXI) kurz nach dem Abheben vom Flughafen London Heathrow Feuer. Bei der Notlandung während der sofortigen Rückkehr zum Startflughafen überlebten alle 38 Insassen, die vier Besatzungsmitglieder und 34 Passagiere. Das Flugzeug wurde jedoch irreparabel beschädigt. Es handelte sich um die ehemalige D-ANOL der Lufthansa (1958–1969).[56]

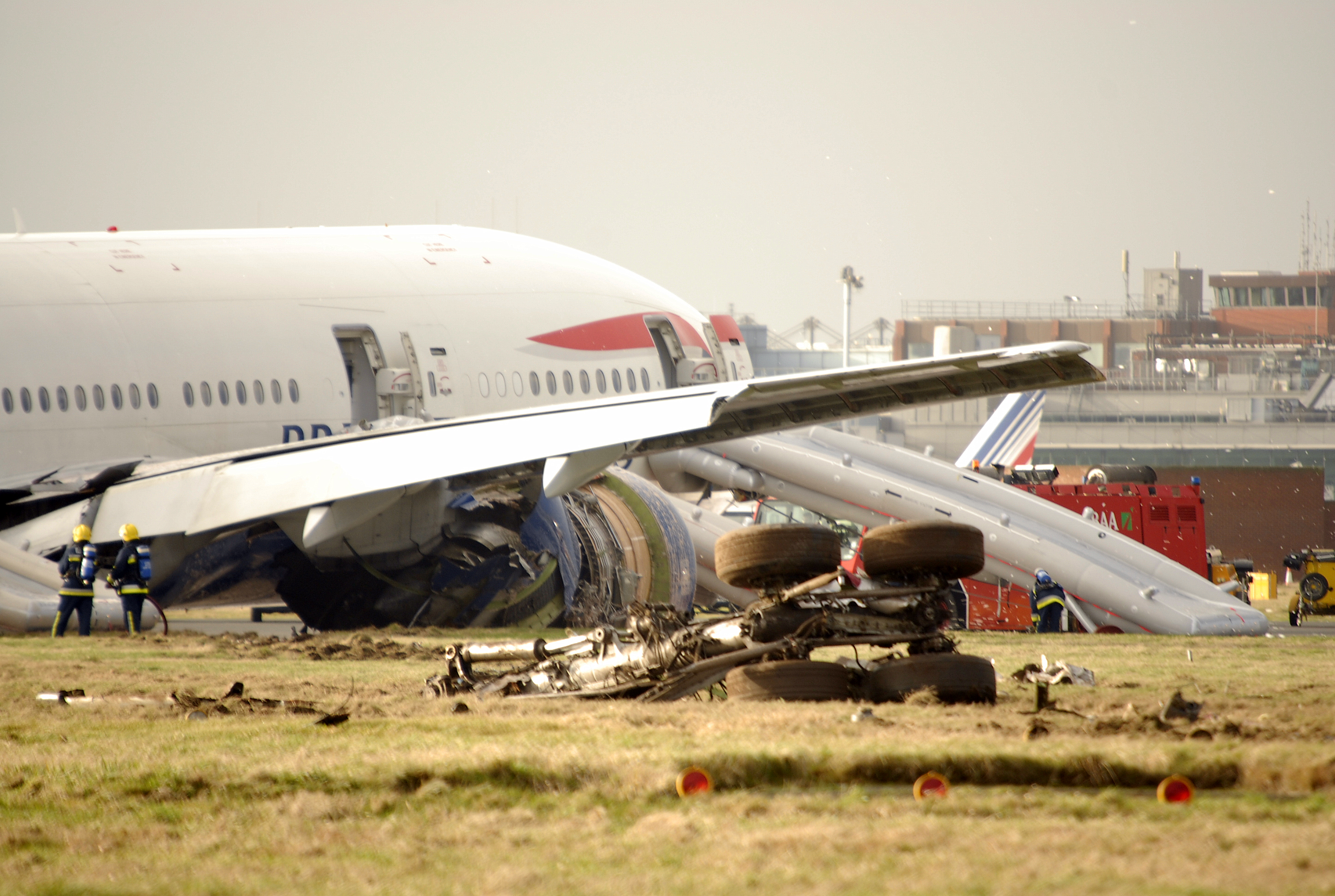
Die Boeing 777 nach der Bruchlandung am Flughafen Heathrow, 2008

- Am 18. Juni 1972 stürzte eine Hawker Siddeley Trident 1C der British European Airways (BEA) (G-ARPI) drei Minuten nach dem Start vom Flughafen London-Heathrow (Vereinigtes Königreich) ab. In einer Höhe von 540 Metern wurden die Vorflügel bei einer um 60 Knoten (111 km/h) zu niedrigen Geschwindigkeit eingefahren, was zu einem Strömungsabriss führte. Die Automatik zur Verhinderung des Strömungsabrisses (stick pusher) wurde manuell abgeschaltet, so dass die Maschine auf dem Boden aufschlug. Alle 118 Menschen an Bord starben. Dies war der schwerste Unfall einer Trident.[57]

- Am 17. Januar 2008 kam es aufgrund eines Verlustes der Triebwerksleistung durch Kraftstoff-Vereisung kurz vor der Landebahn zur Bruchlandung einer aus Peking kommenden Boeing 777 der British Airways (G-YMMM). Zwölf Personen wurden verletzt, die Maschine wurde irreparabel beschädigt.

- In den frühen Morgenstunden des 21. März 2025 kam es in einem Umspannwerk, welches den Flughafen Heathrow mit Strom versorgt, zu einem Brand. Dadurch wurde die Stromversorgung des Flughafens unterbrochen und er wurde für den ganzen Tag geschlossen. 1300 Flüge wurden annulliert.[58]

## Sonstiges

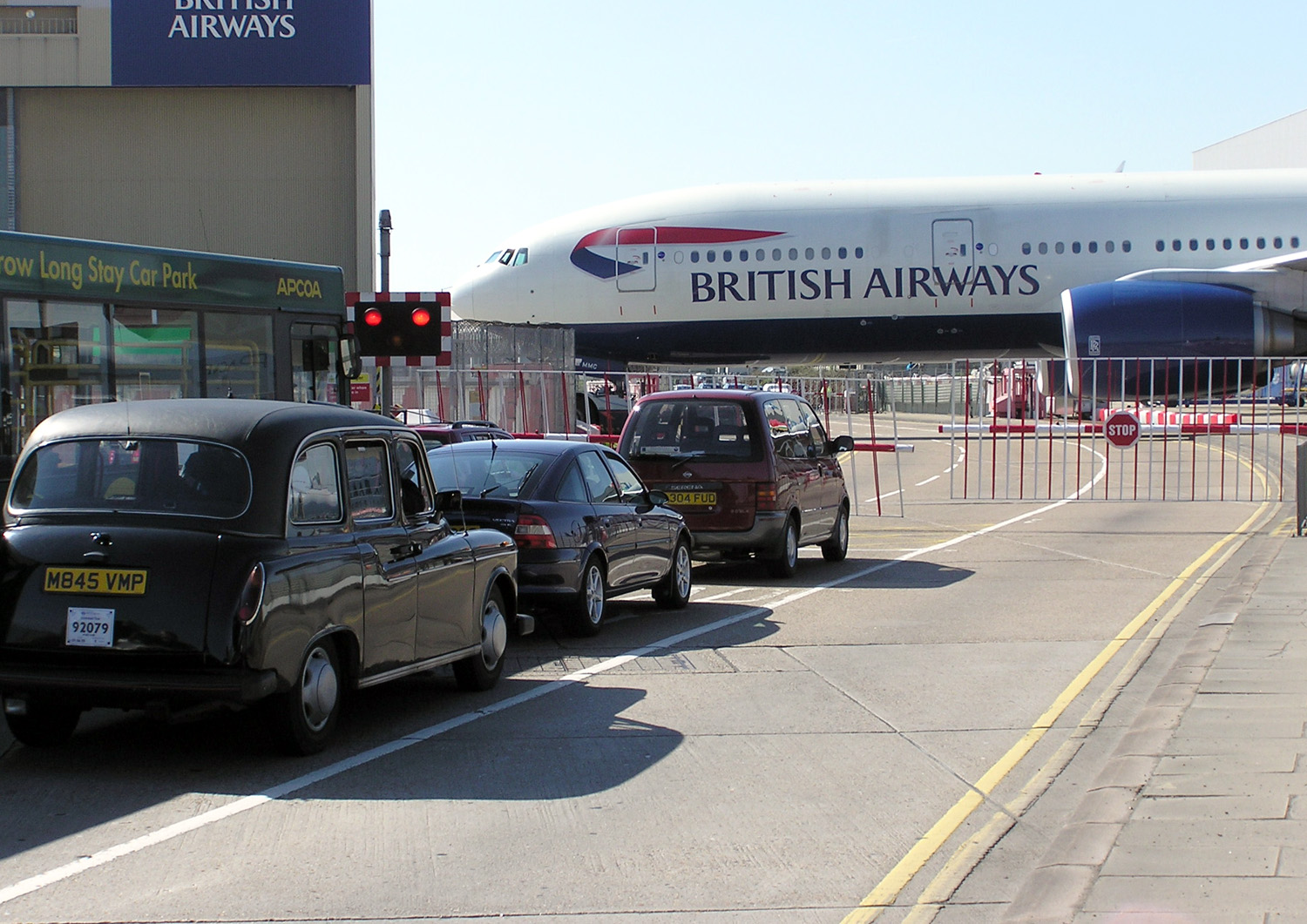
Eine seltene Kreuzung: Straße – Rollfeld

- Nahe dem Flughafen ereignete sich am 26. November 1983 ein Raubüberfall. Mindestens sechs Männer drangen in eine Lagerhalle des Unternehmens Brinks Mat ein, überwältigten die Wachleute und transportierten 6.800 Goldbarren mit einem Gewicht von insgesamt drei Tonnen und einem Wert von 25 Millionen Pfund ab. Drei Täter wurden später gefasst und zu Haftstrafen verurteilt. Ein Großteil der Beute wurde bis heute nicht gefunden.[59][60]

- Am 21. Oktober 1994 stürzten die in Bau befindlichen Tunnel der Heathrow Express Strecke unter dem Flughafengelände zwischen den Terminals 2 und 3 ein. Dies hatte einen großen Krater und den Kollaps von Gebäuden zur Folge. Der Sachschaden wurde auf 150 Millionen Pfund beziffert, die Fertigstellung verzögerte sich um sechs Monate.[61]

- Auf dem Flughafen Heathrow werden regelmäßig Szenen für Filme, Serien und Dokumentationen gedreht. Filme, in denen zentrale Szenen am Flughafen spielen, sind u. a. Tatsächlich… Liebe und Ein Fisch namens Wanda.
- Seit 2009 verkehrt das computergesteuerte Elektromobil-System Ultra auf einem eigenen, 3,8 Kilometer langen Fahrweg. Die 21 führerlosen Cabs verbinden Terminal 5 mit den Parkhäusern. Erweiterungen zu anderen Terminals sowie zu den Parkhäusern und Hotels sind geplant. Die Entwicklung des neuen Verkehrssystems wird im Rahmen des Projektes CityMobil durch die EU unterstützt.[62]
- Auf dem Gelände von Terminal 5 wurden ausgedehnte Ausgrabungen durchgeführt, die unter anderem einen neolithischen Cursus aufdeckten, den sogenannten Stanwell-Cursus.[63]
- Auf dem Flughafen Heathrow kreuzte früher eine Rollbahn ebenerdig eine Straße; diese ist jedoch seit März 2006 für den Verkehr gesperrt.
- Im April 2020 wurde aufgrund der COVID-19-Pandemie und des damit verbundenen geringeren Flugverkehrs beschlossen, vorübergehend den Flugverkehr nur noch über eine der beiden Start- und Landebahnen abzuwickeln.[64] Die Bahnen wurden, mit Ausnahme einiger Monate, bis Juli 2021 wöchentlich abwechselnd genutzt.[65]